# Mănăstirea Tismana
Mănăstirea Tismana este cel mai vechi așezământ monahal din Țara Românească (Oltenia), aflat pe teritoriul orașului Tismana din județul Gorj, la 36 km de orașul Târgu-Jiu.

## Scurt istoric
Mănăstirea Tismana este cel mai vechi așezământ monahal încă în funcțiune din Țara Românească. Construită tot prin râvna cuviosului Nicodim, sora ei, Mănăstirea Vodița, a fost distrusă la puțin timp după construire (mai apoi s-a construit Vodița 2, unde Nicodim a revenit de la Tismana), singura citadelă a ortodoxiei noastre rămânând, timp de peste șase veacuri, Mănăstirea Tismana. Deoarece cu Vladislav I (Vlaicu Vodă, 1364-1377) începe pomelnicul mănăstirii, fratele lui Vlaicu, Radu I Vodă asociat la domnie din 1372, fiind al doilea în pomelnic, istoricul Alexandru Ștefulescu susținea că la începutul domniei lui Vlaicu Vodă între anii 1364-1366 s-au construit mai întâi biserici din lemn și s-au făcut danii prin hrisov. "Tot ceea ce se făcea danie mănăstirii Vodița s-a dat și Tismanei - afirma istoricul - amândouă mănăstirile fiind sub conducerea unuia și aceluiași stareț, Nicodim". Abia după aceea a început construcția Vodiței din zid, iar sub Radu I Vodă, cea a bisericii din zid a Tismanei. 

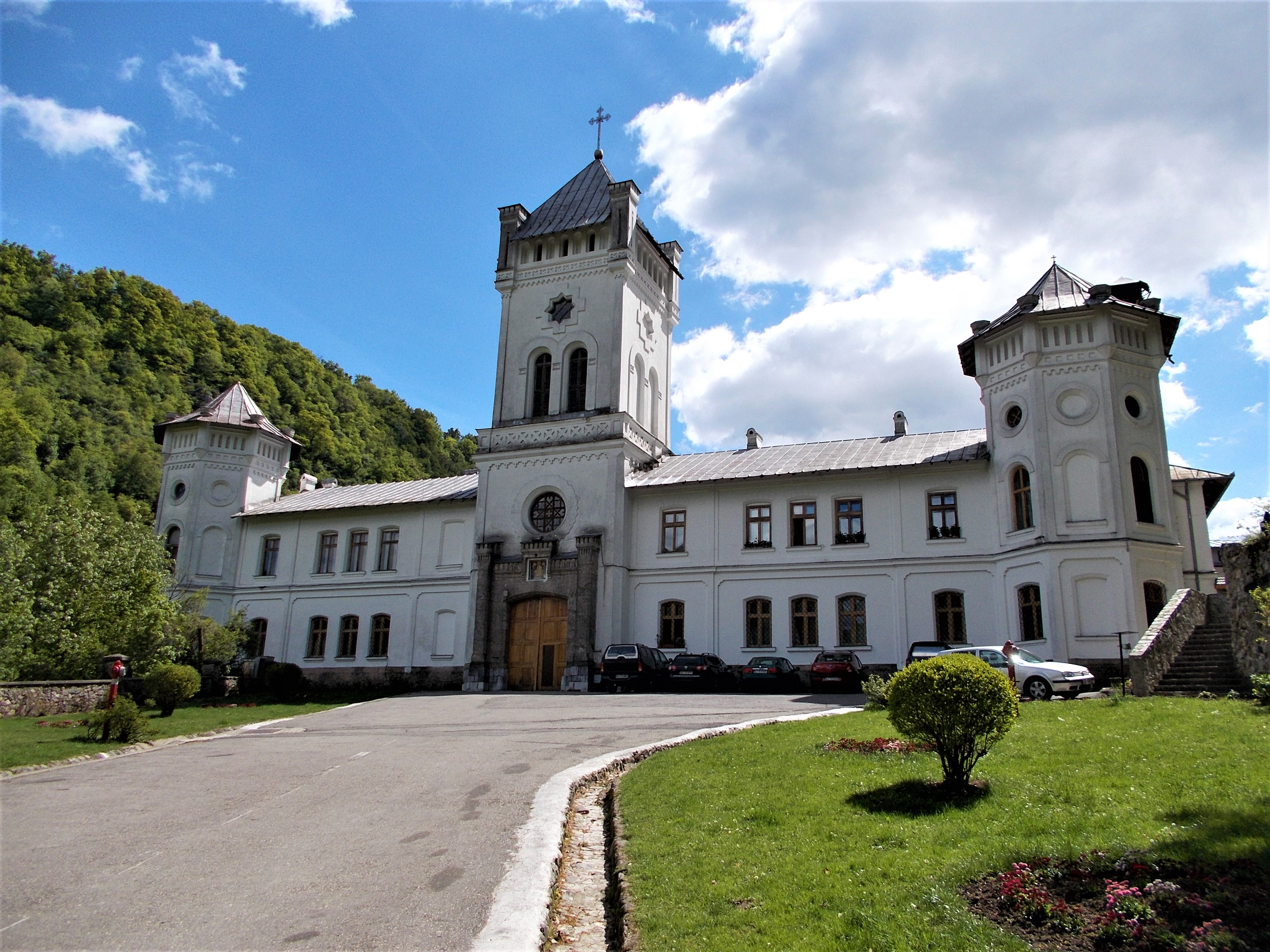
Mănăstirea Tismana

Mănăstirea Tismana este așezată pe un vârf de stâncă, pe muntele Stârmina, înconjurată de culmi împădurite și stâncoase, lângă gura Peșterii Sfântului Nicodim și de sub ale cărei ziduri izvorăște apa, rostogolindu-se în cascadă, cu o cădere de cca 40 m în râul Tismana. Celebrul călător – diaconul Paul de Alep, împreună cu Patriarhul Macarie al Antiohiei, au vizitat mănăstirea Tismana în iulie 1657 și menționează în cartea sa, scrisă în limba arabă, „Note de călătorie”, printre altele: "În adevăr, ea nu mai are seamăn nici în această țară, nici în alta, prin frumusețea locului și a așezării, prin mulțimea apelor sale și întărirea pe care o are, ajutată și de ocrotirea zidurilor sale înconjurătoare.”
Ctitorul mănăstirii este Cuviosul Nicodim cel Sfințit de la Tismana (1310–1406) – lui îi aparține alegerea a arhitecturii și a decorațiunilor acesteia. Construcția din zid a fost realizată cu sprijinul material al domnitorilor Basarabi: Radu I (1377–1383) și fiii acestuia Dan I (1383–1386) și Mircea cel Bătrân (1386–1418).
Cuviosul Nicodim a înființat la Tismana prima școală din țară de caligrafi și copiști de cărți bisericești în diverse limbi. Tot aici a funcționat prima școală de călugări învățați dintre care se recrutau viitorii episcopi, mitropoliți, dieci pentru cancelariile domnești și boierești. Aici s-au păstrat cele mai vechi documente începând cu sec. al XIV-lea care au pus bazele istoriografiei românești. Obiecte foarte valoroase au fost duse în Primul Război Mondial la Moscova spre păstrare.
În anul 1406 a avut loc la Mănăstirea Tismana întâlnirea lui Mircea cel Bătrân cu regele austro-ungar Sigismund de Luxemburg în încercarea unei alianțe împotriva turcilor, prezent fiind și Cuviinciosul Nicodim.  În 1458 mănăstirea l-a găzduit pe Vlad Țepeș, și tot aici s-a ascuns Neagoe Basarab de teama lui Mihnea cel Rău. Ulterior a fost distrusă de un incendiu și rezidită în 1542. 
La 12 mai 1818 Ioan Gheorghe Caragea a orânduit spre paza mănăstirii 26 panduri. Mănăstirea Tismana a fost locul unde Tudor Vladimirescu a organizat revolta sa antifanariotă. Aici, el a lansat Proclamația de la Padeș din 22 ianuarie. Tot Tudor Vladimirescu a întărit garnizoana mănăstirii.
La Tismana, picturi murale cu o valoare artistică deosebită, executate de Dobromir cel Tânăr din Târgoviște, în 1564, împodobesc pronaosul; din 1732, executate de echipa Ranite Grigorie, în naos, repictată în frescă de Dumitru Diaconu, în 1766; aici s-a nevoit și înduhovnicit Cuviosul Nicodim de la Tismana (1406), de neam valah. Actuala biserică este o construcție mult schimbată din anul 1855, clădită în stil romanic, cu elemente de decorație neogotică.

## Sfântul Nicodim
Sfântul Nicodim era de neam valah din sudul Dunării, după mamă înrudindu-se cu domnitorii Basarabi și după tată, înrudindu-se cu cneazul Lazăr al Serbiei. Din dorința de a-și dedica viața lui Dumnezeu, la 16 ani părăsește în ascuns casa părintească din Prilep (acum în Macedonia de Nord) și cu ajutorul unor călugări athoniți ajunge la Mănăstirea Hilandaru, din Sfântul Munte Athos. Aici își desăvârșește învățătura, deprinzând limba slavonă și limba greacă, inițiindu-se în arta athonită: caligrafie, pictură, argintărie, arhitectură, zidărie, dogărit,etc. 
În Țara Românească, Sfântul Nicodim a venit prin chemare divină, cu misiunea de a ridica o mănăstire într-un loc ales de Dumnezeu. Documentele istorice menționează mai multe mănăstiri – ctitorii ale sfântului: Vratna și Mănăstirița (în Serbia), Vodița, și Tismana, (în Țara Românească) și Prislop (în Țara Hațegului).
Împreună cu el, Cuviosul Nicodim aduce un grup de călugări organizați în viață de obște și trăitori în rugăciunea inimii: Doamne Iisuse Hristoase, Fiul lui Dumnezeu, miluiește-mă pe mine păcătosul. Locul de rugăciune, priveghere și odihnă al Cuviosului, a fost în grota aflată pe stânca de lângă mănăstire. Cuviosul Nicodim a fost solicitat să mijlocească pentru Serbia la Constantinopol, în anul 1375 ridicarea anatemei, datorată conflictului dintre aceste două Biserici din anul 1346. Patriarhul Filotei al Constantinopolului l-a apreciat foarte mult pe Sfântul Nicodim, i-a dăruit cârja sa, trei părticele de sfinte moaște și l-a făcut arhimandrit, Mănăstirea Tismana devenind „Marea Lavră” și prima arhimandrie din țară. 
La Mănăstirea Tismana, Cuviosul Nicodim a întemeiat o vestită școală de caligrafie cu copiști de cărți bisericești în diverse limbi. El însuși în anul 1405 a caligrafiat și miniat un Tetravanghel pe pergament pe care l-a ferecat cu coperte de argint aurit, măiestrit lucrate, o capodoperă a epocii. Este cea mai veche carte datată din Țara Românească cu cea mai veche ferecătură și se află la Muzeul Național de Istorie din București. Cuviosul Nicodim s-a mutat la cele veșnice la 26 decembrie 1406 și a fost îngropat în mormântul din pridvorul bisericii, pe care și l-a săpat dinainte. Acum o candelă neadormită veghează acest loc unde i s-au odihnit sfintele moaște.

## Biserica

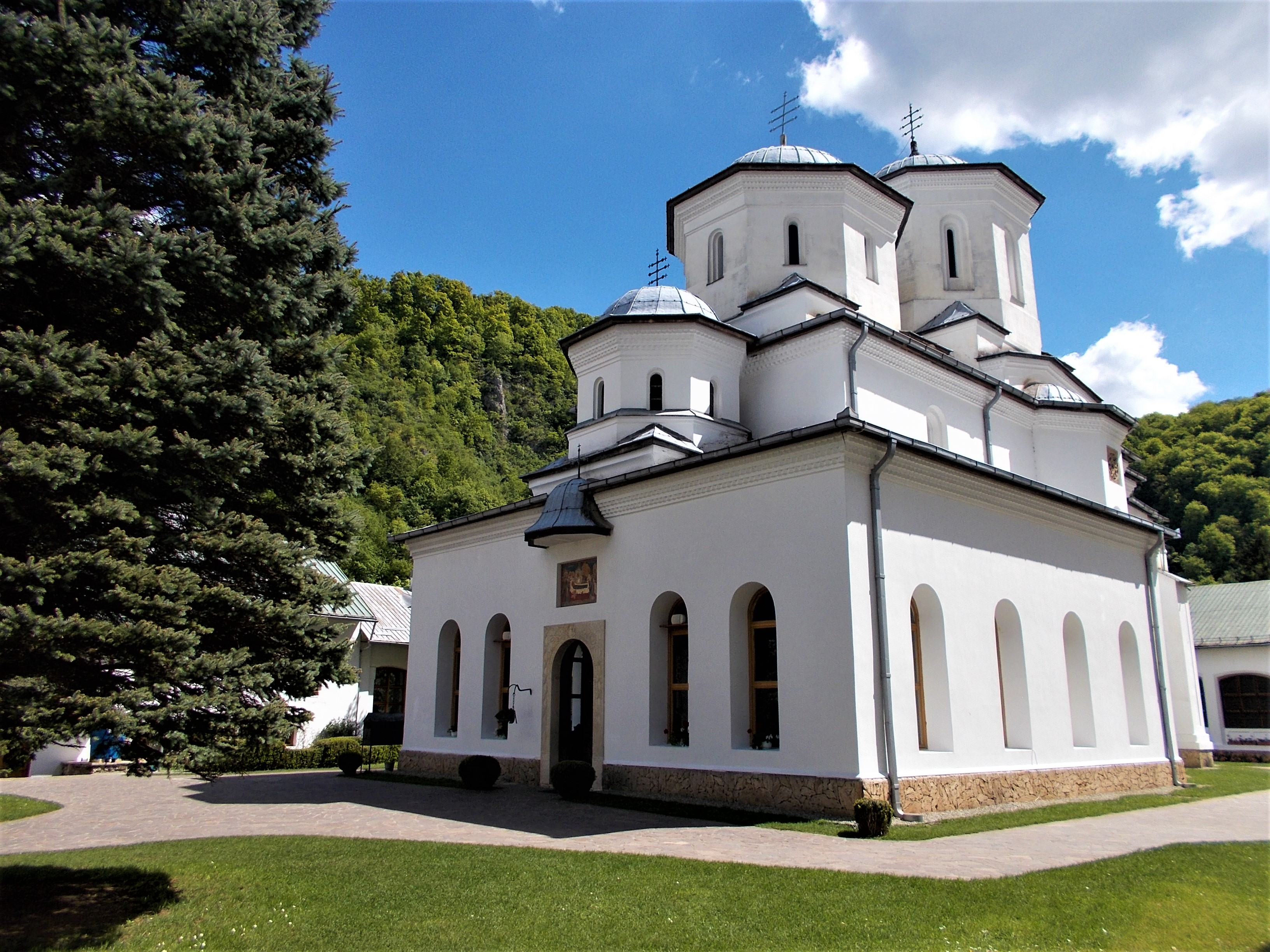
Biserica „Adormirea Maicii Domnului”

Biserica Mănăstirii Tismana a fost sfințită la 15 august 1378 cu hramul „Adormirea Maicii Domnului”, fapt întărit documentar de hrisovul Voievodului Dan I din 1385, 3 octombrie, care se păstrează și astăzi. Ea este construită în stil bizantin, plan triconc, cu ziduri de piatră foarte groase, cu trei turle pe naos, pronaos și pridvor și este susținută de contraforți și de pridvorul ce înconjoară pronaosul și o parte din naos.
De-a lungul timpurilor, datorită deselor prigoane ale păgânilor asupra țării noastre, Mănăstirea Tismana a suferit mai multe distrugeri și transformări, multe refaceri și donații din partea voievozilor Basarabi și a unor boieri înstăriți, mănăstirea fiind ctitorie voievodală și un puternic loc strategic. În 1520 voievodul Neagoe Basarab a acoperit biserica cu plumb; în 1541 domnitorul Radu Paisie a făcut chenarele și ușile bisericii mari; Matei Basarab a făcut biserica mică a spitalului mănăstiresc (1650), clopotnița și a dăruit un clopot mare; marele ban al Craiovei Cornea Brăiloiu a refăcut chiliile și casele egumenești, de asemenea a făcut mari donații mănăstirii; Jupâneasa Stanca Glogoveanu a refăcut pictura (1733 și 1766) și ușile bisericii (1782). Importante danii și obiecte de cult a făcut Constantin Brâncoveanu.
Mănăstirea Tismana a fost reconstruită în 1855 de arhitectul român de origine sileziană Carol Benesch.

## Pictura
La început biserica a fost zugrăvită într-o singură culoare, în ocru, cu figuri geometrice și florale. Prima pictură iconografică a fost executată abia în secolul XVI (1564) de pictorul Dobromir din Târgoviște. Această pictură în culori vegetale se află și astăzi pe pereții din pronaos fiind cea mai veche pictură bizantină ce se păstrează în Țara Românească. În anul 1732 se reface pictura din Naos și Sfântul Altar cu ajutorul material al Doamnei Stanca Glogoveanu, în Pronaos fresca din 1564 nu a fost distrusă, ci peste ea a fost aplicată o nouă frescă datată 1766 pictor fiind Dimitrie Diaconu. În 1955, în cadrul lucrărilor de restaurare a Mănăstirii conduse de George Russu s-a trecut la extracția frescei din 1766 din Pronaos – caz unic în Europa. Fresca extrasă a fost încorporată în pereții muzeului mănăstirii și pe coridoarele chiliilor. Totodată s-a restaurat și conservat prima pictură, din 1564, care a fost lucrată după toate canoanele artei bisericești, cu deosebit talent și evlavie. La realizarea celor nouă registre ale Sinaxarului s-a folosit un roșu oriental – culoare specifică doar Mănăstirii Tismana. O ultimă pictură a bisericii s-a făcut în pridvor care a fost reconstruit în 1983, după planul Sfântului Nicodim și pictat în 1994 de pictorul Grigore Popescu din Câmpulung Muscel. Este  pictură bizantină, cu desen corect și armonie discretă a tonurilor cromatice, cu prezentare iconografică unică. Aici, pentru prima dată sunt pictați toți sfinții daco-români descoperiți și canonizați în ultimii ani ai secolului al XX-lea, alături de toți sfinții români ce se prăznuiau.

## Tezaurul
Tezaurul Mănăstirii Tismana a fost deosebit de mare, dar stricăciunile aduse mănăstirii de veacuri a făcut să se piardă. O parte din obiectele de valoare păstrate se găsesc la Muzeul de Artă al României. Muzeul Mănăstirii are o bogată colecție de picturi murale (provenite din pronaos, pictura din 1766), icoane vechi pe lemn, obiecte de cult, cărți vechi, veșminte, ușile vechi ale bisericii (1782) și altele. În biserică se găsește o raclă de argint, executată de artistul plastic Gheorghe Stoica din București în 1980, care conține trei părticele de Sfinte Moaște: de la Sfântul Nicodim degetul arătător de la mâna dreaptă și crucea de plumb ce o purta la gât, de la Sfântul Ignatie Teoforul și Sfântul Ioan Gură de Aur. 
Biserica Mănăstirii Tismana își etalează statutul de „monument de artă” prin tot ceea ce reprezintă și există în ea: catapeteasma din stejar executată în 1766 în stil post-brâncovenesc cu ornamente florale, suflată în aur, cu icoanele împărătești (1844); iconostasul mic sculptat în lemn de tei, aurit, executat de Ghenadie monahul (1741-1742); stranele (tetrapoadele) sculptate de călugări în anul 1731 și 1735; policandrul mare din alamă lustruită din secolul XIX; toaca metalică de forma vulturului bicefal – stema bizantină, adoptată și de creștinismul ortodox, deosebit de valoroasă, și altele.

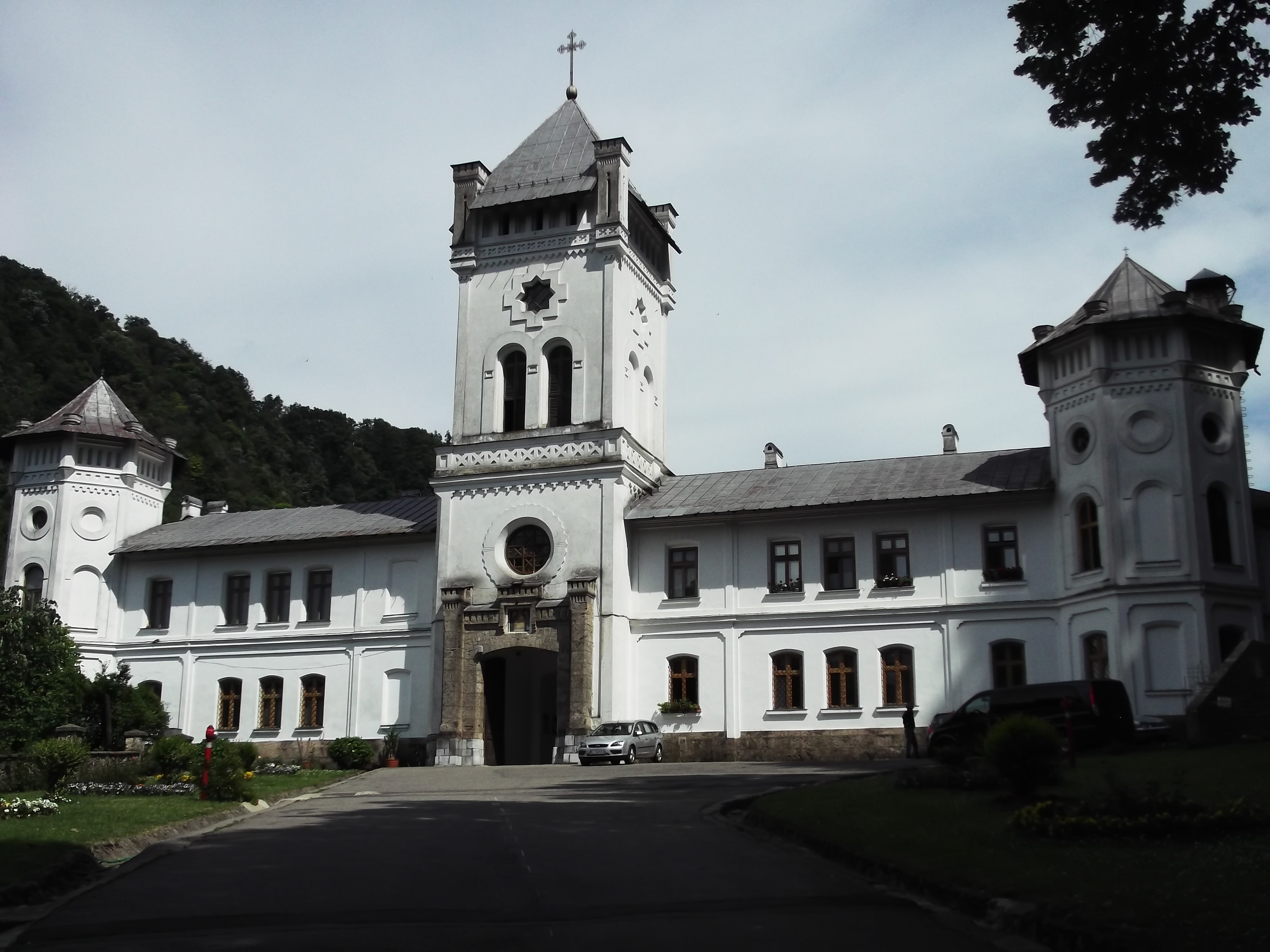
Turnul-clopotniță,.

Poetul George Coșbuc a dăruit pentru Paraclisul ctitorit de Matei Basarab două vitralii din 1916, deosebit de frumoase, în memoria fiului său Alexandru, iar G. Sfetea, un alt vitraliu pentru mama lui Maria, aflate acum în Muzeul Mănăstirii. 

## Tezaurul BNR
Tezaurul Băncii Naționale a României a fost ascuns la Mănăstirea Tismana spre sfârșitul celui de-al Doilea Război Mondial. Încă din luna iulie 1944, guvernatorul Băncii Naționale a României Constantin Angelescu luase măsuri ca să se transporte și să se depoziteze aurul BNR la Mănăstirea Tismana, datorită contraofensivei sovietice care ajunsese în Basarabia, teritoriu românesc. Mai întâi a fost ascuns în una din pivnițele din subsol. Considerându-se loc nesigur, s-a amenajat un spațiu în Peștera Mănăstirii, în ciuda evenimentelor de după 23 august 1944 când sovieticii instituiseră o supraveghere cruntă asupra întregii țări. În zilele de 14-16 septembrie 1944 acțiunea se terminase în cel mai mare secret, iar în grota a doua au fost depozitate:
- Monezi: 1641 casete în greutate brută de 82.742,560 kg, din care 67.575,60258 kg aur;
- Lingouri tip internațional: 1372 casete în greutate brută de 73.495,575 kg, din care 67.761,31306 kg aur;
- Lingouri tip standard: 1022 casete în greutate brută de 56.007,170 kg, din care 54.337,07480 kg aur.
- Total general: 4035 casete în greutate brută de 212.245,305 kg, din care 189.673,99044 kg aur.

Pe lângă depozitul BNR mai fuseseră ascunse și 51 casete de aur polonez, în greutate brută de 3.057,450 kg. Era o parte din aurul pe care polonezii (cu care România se învecina) îl lăsaseră în păstrare, înainte de invadarea lor, în 1939, de către nemți. Cealaltă parte a tezaurului polonez fusese transportată direct în străinătate, via Constanța - România.

## Viața monahală
Mănăstirea Tismana a fost transformată în chinovie de maici în anul 1949, care duc viață de obște, împletind munca cu rugăciunea. Slujbele se săvârșesc după tipicul tradițional. Sfânta Liturghie în fiecare zi, Vecernia seara și Miezonoptica și Utrenia la miezul nopții; Cântările se fac pe muzică psaltică conform tipicului monahal. În prezent, Mănăstirea are 60 de viețuitoare, dintre care cinci stau în schiturile mănăstirii, stareță fiind monahia Antonia Popescu. Pe muntele Cioclovina, la N-V de Mănăstirea Tismana se află două schituri: Schitul Cioclovina de Jos, amintit documentar în anul 1660, iar în anul 1715 conform pisaniei a fost refăcut de egumenul Nicodim, având hramul „Sfinții Voievozi”, și Schitul Cioclovina de Sus, ridicat de același egumen în anul 1714, pe vârful muntelui având hramul „Schimbarea la Față”. Bisericuța Schitului Cioclovina de Sus a fost pictată în anul 1999 de pictorul Grigore Popescu. A fost sfințită de IPS Teofan, Arhiepiscop al Craiovei și Mitropolitul Olteniei în vara anului 2005. Mănăstirea Tismana a fost și rămâne cea mai veche vatră de cultură, un uriaș muzeu al trecutului, un sanctuar pentru marile arderi umane ale prezentului și o fereastră deschisă spre aspirațiile viitorului.

## Atelierul de iconografieTismanikon
În cadrul Sfintei Mănăstiri Tismana funcționează și un atelier de iconografie. Mai multe informații se pot găsi pe site-ul acestuia. 

## Notă
O cutumă veche atribuia sintagma "Sfânta Mănăstire" Mănăstirii Tismana, fiind o recunoștere a faptului că mănăstirea a fost construită de un sfânt, Sfântul Nicodim de la Tismana, deși oficial nu fusese canonizat. Ulterior sintagma fiind folosită și la mânăstiri neavând ctitori sfinți canonizați, pentru a sublinia importanța vechilor mânăstiri, Tismana, Cozia, ș.a., s-a folosit sintagma "Mânăstirea voievodală" .  Considerat de facto sfânt încă din timpul vieții, iar în decursul secolelor întregul cler numindu-l Sfântul Nicodim de la Tismana, în anul 1955, Biserica Ortodoxă Română, fiind mitropolit al Olteniei Firmilian Marin, l-a canonizat de iure, stabilind și ziua hramului: 26 decembrie. 

## Galerie de imagini

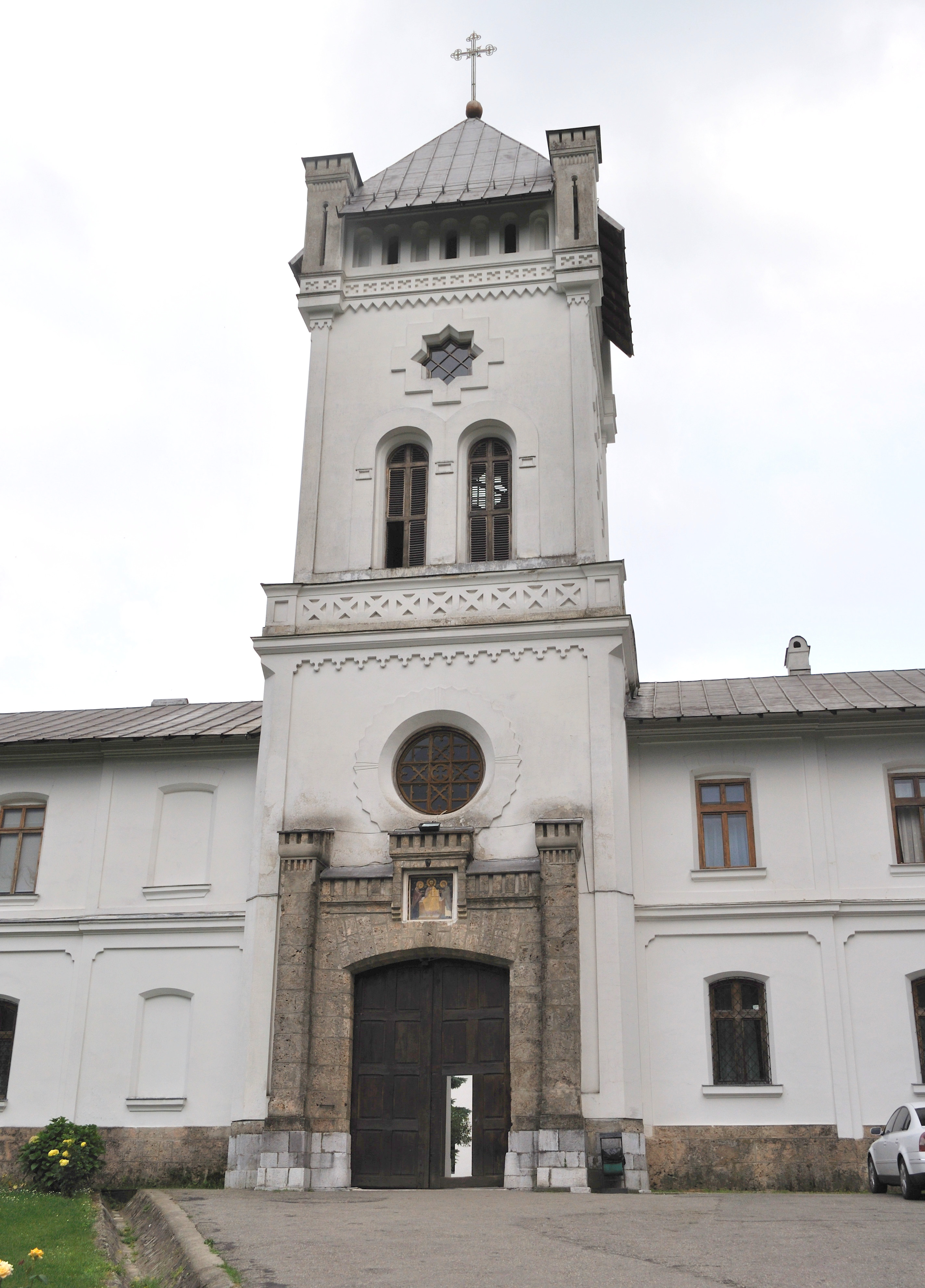
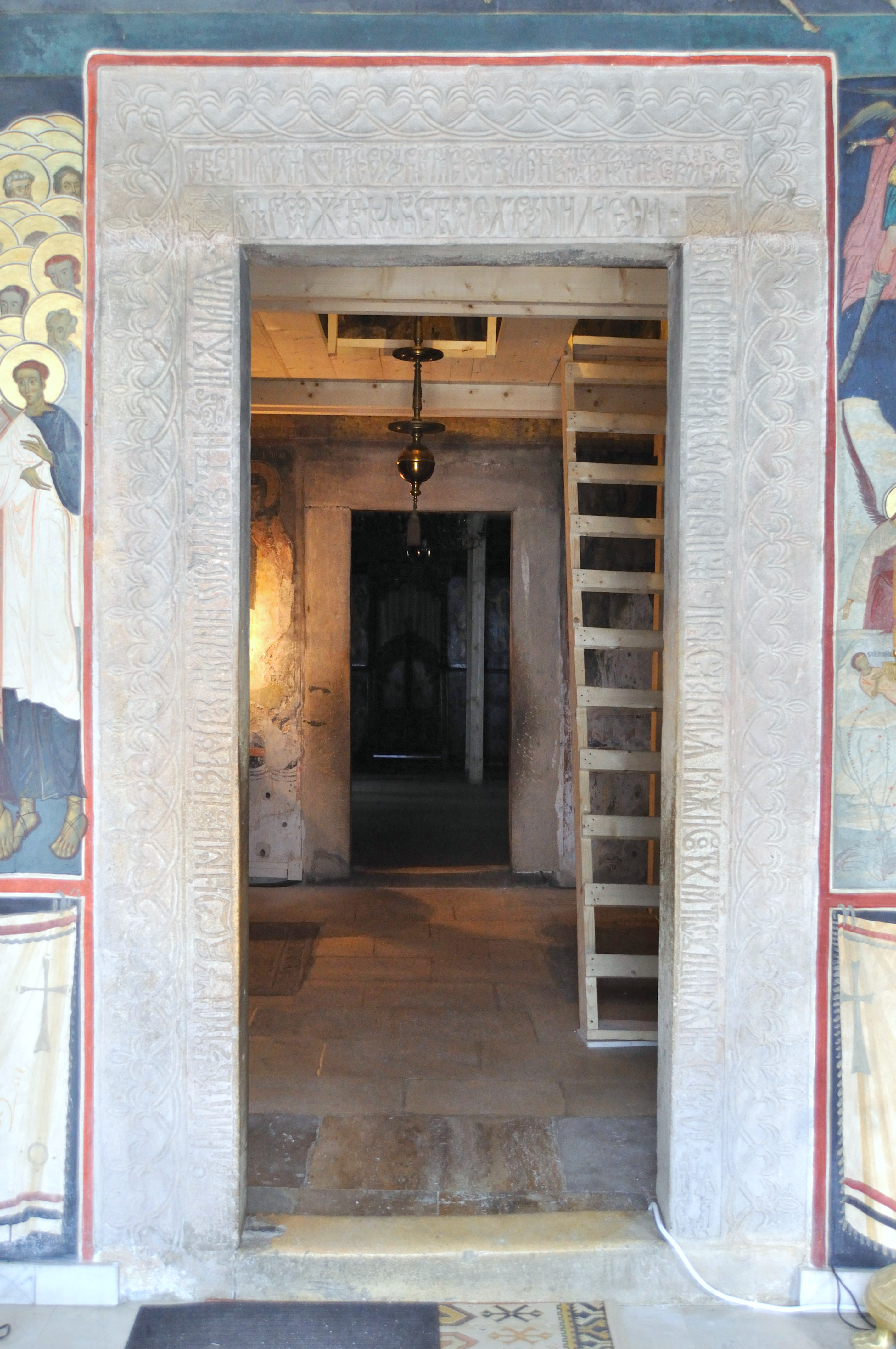
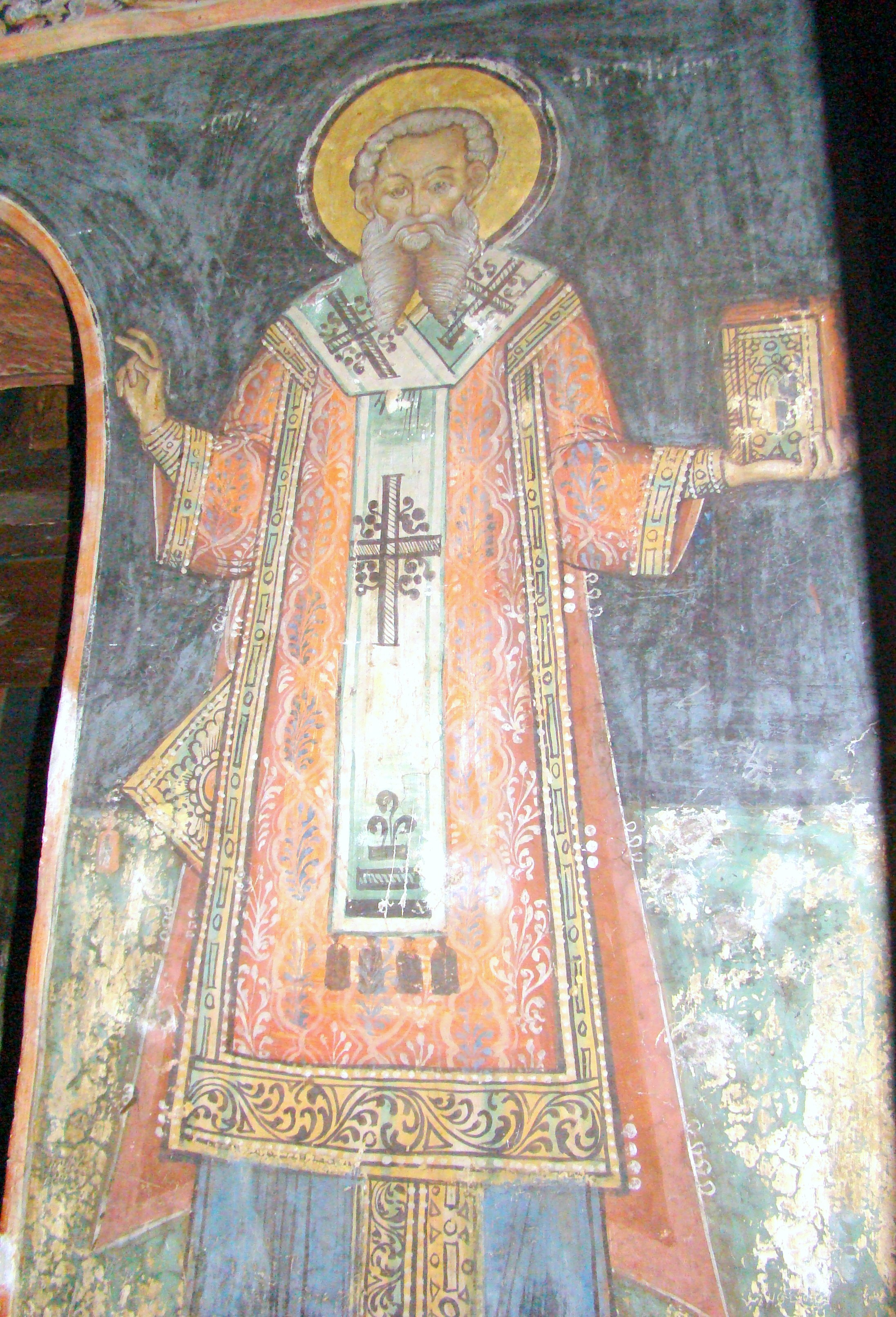
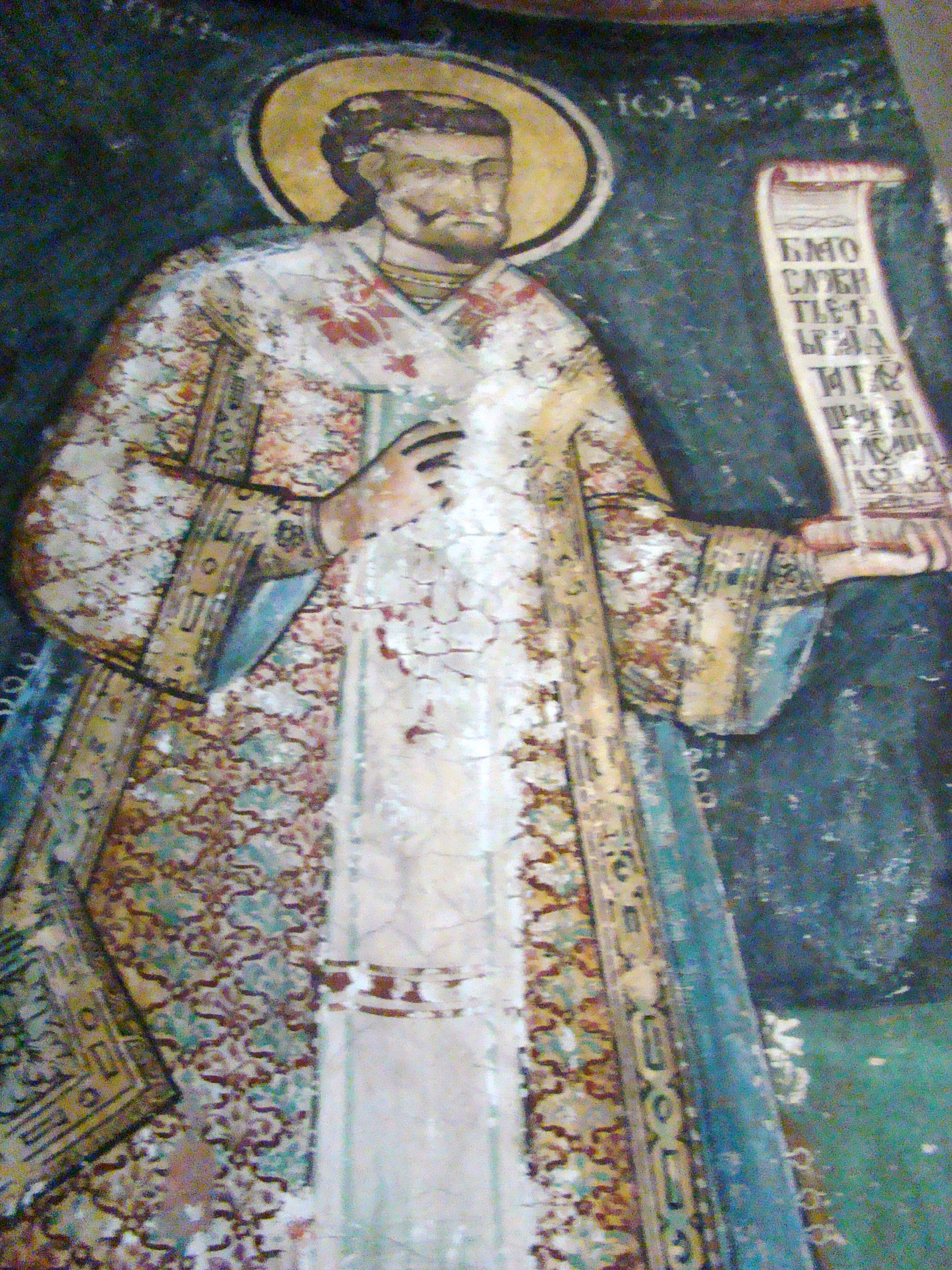
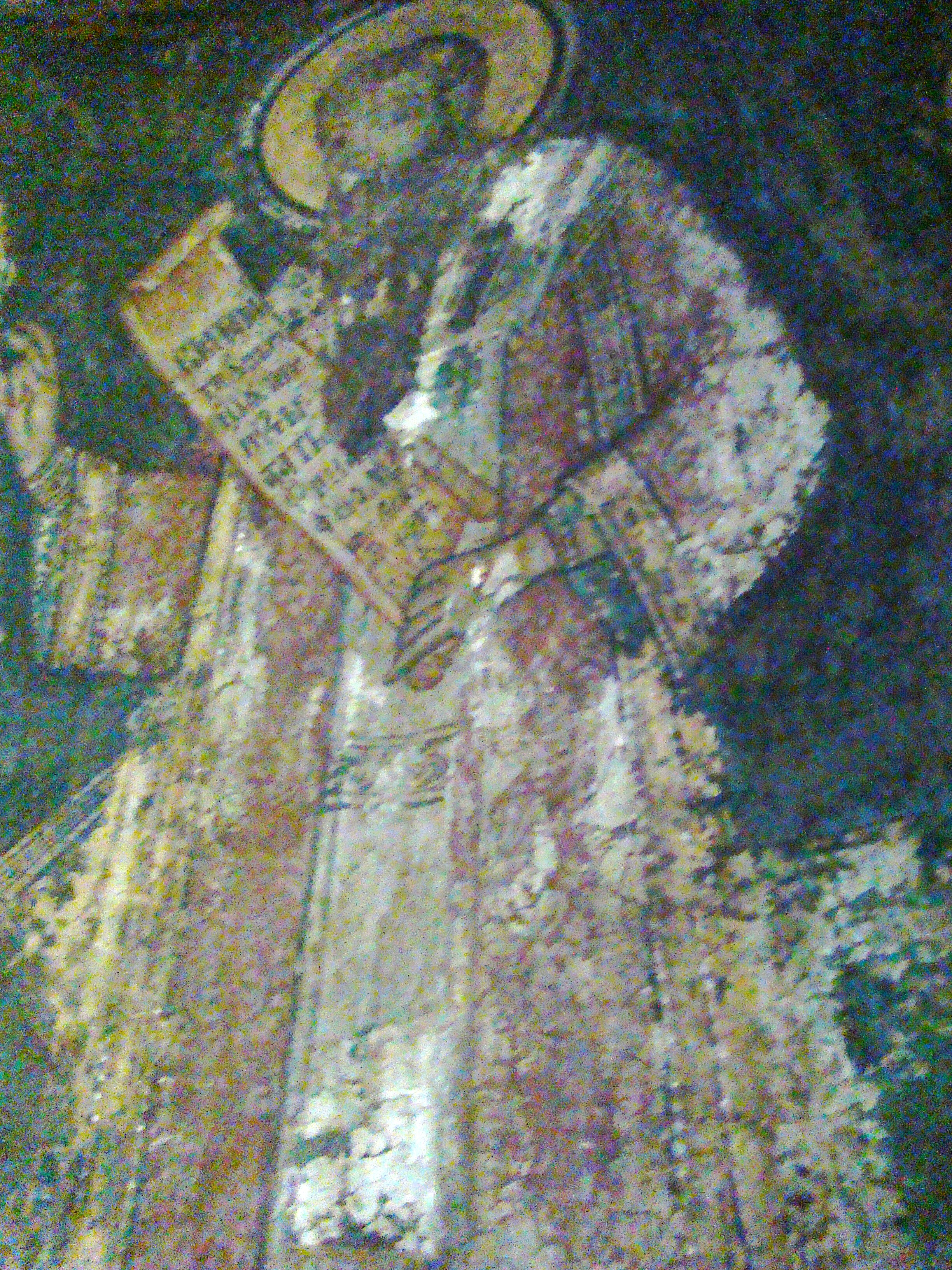
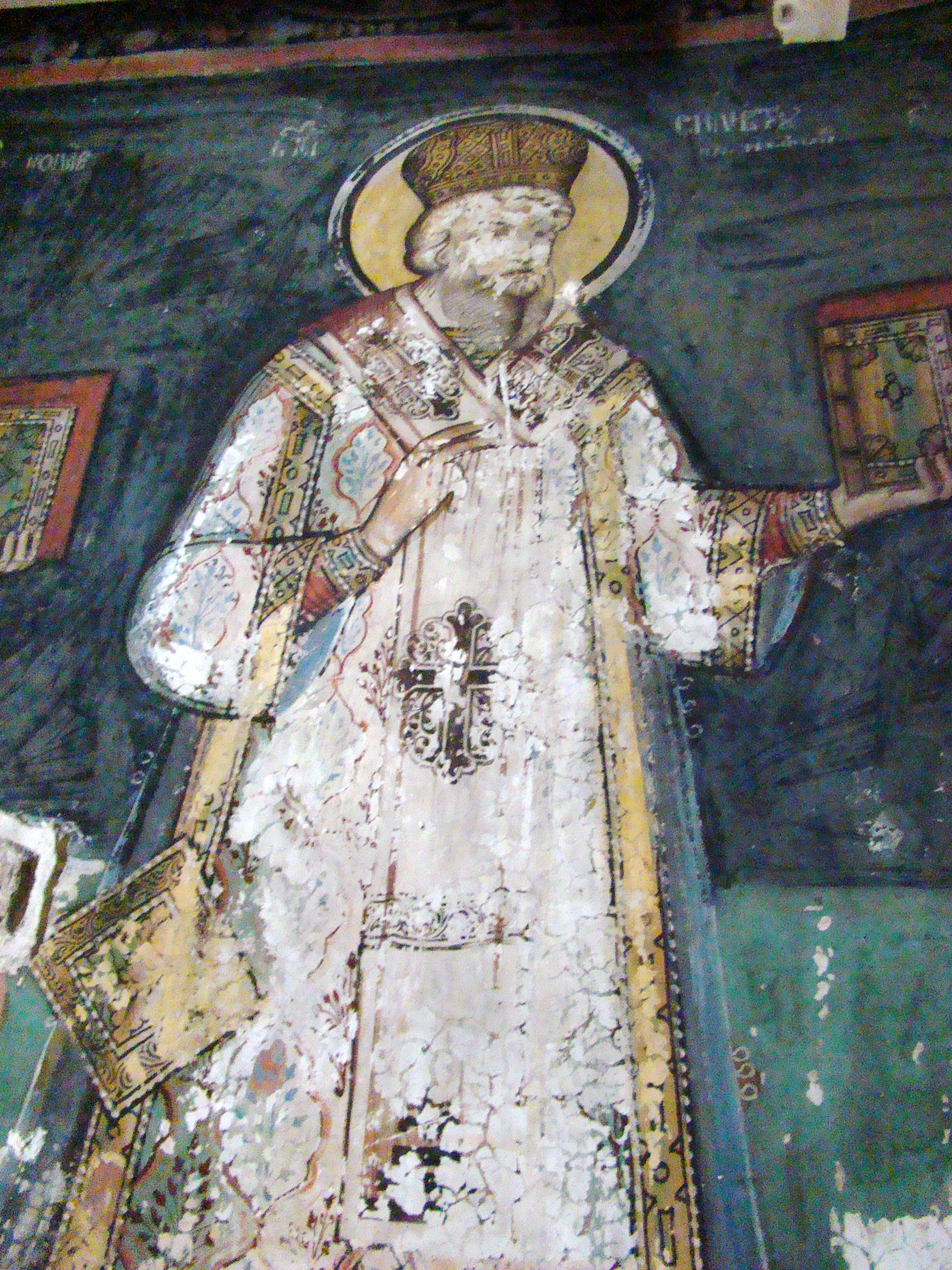
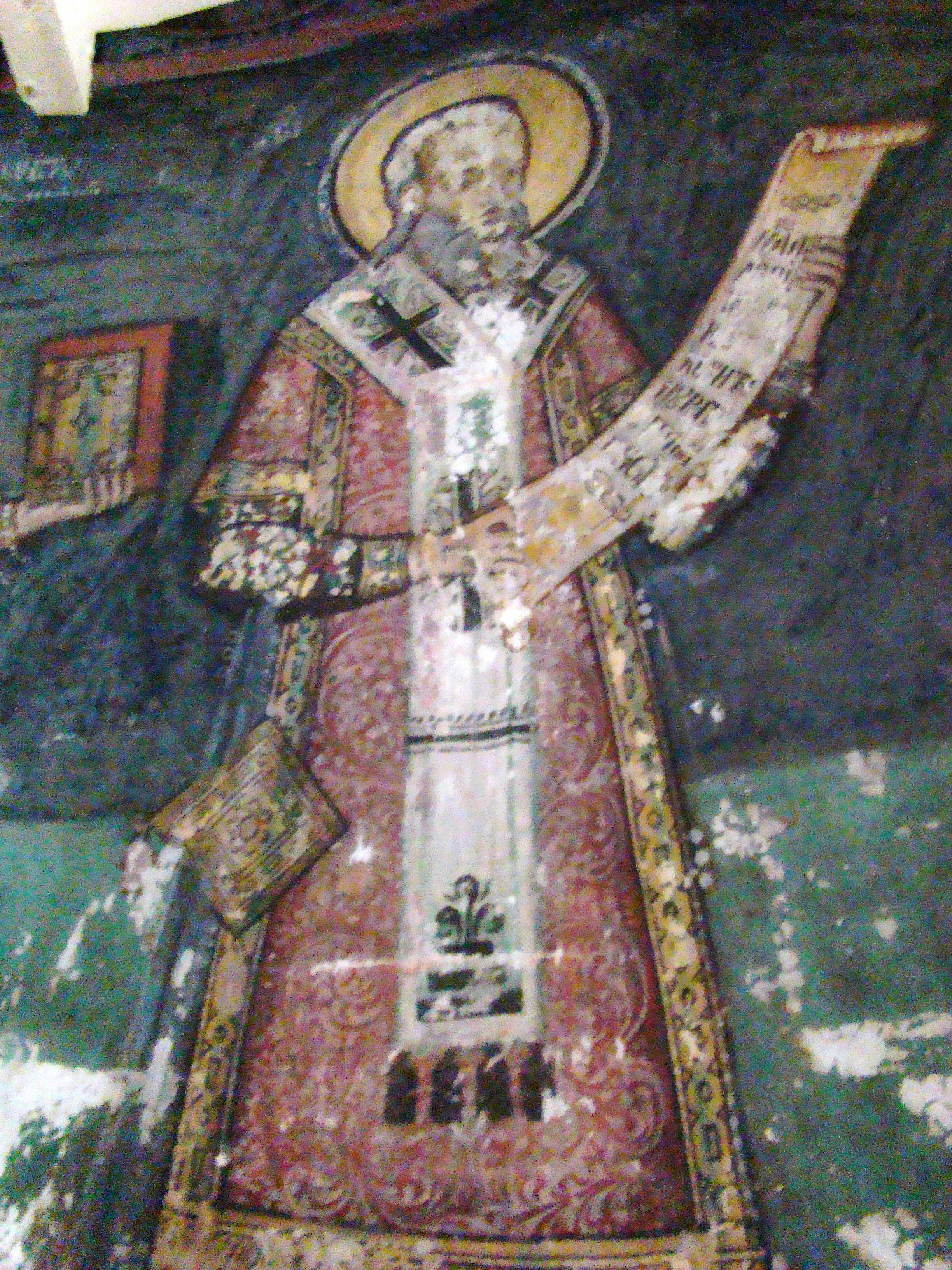
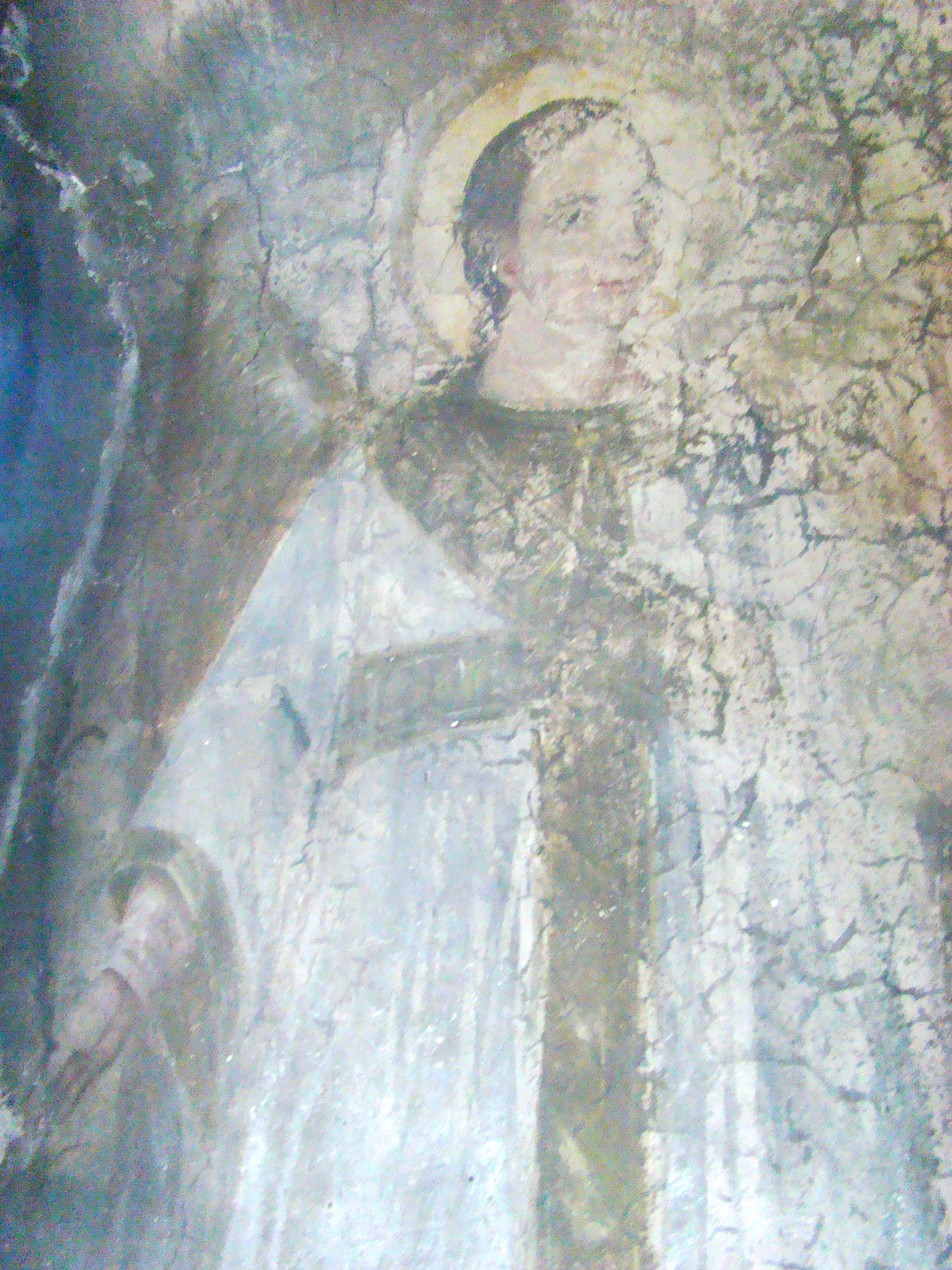
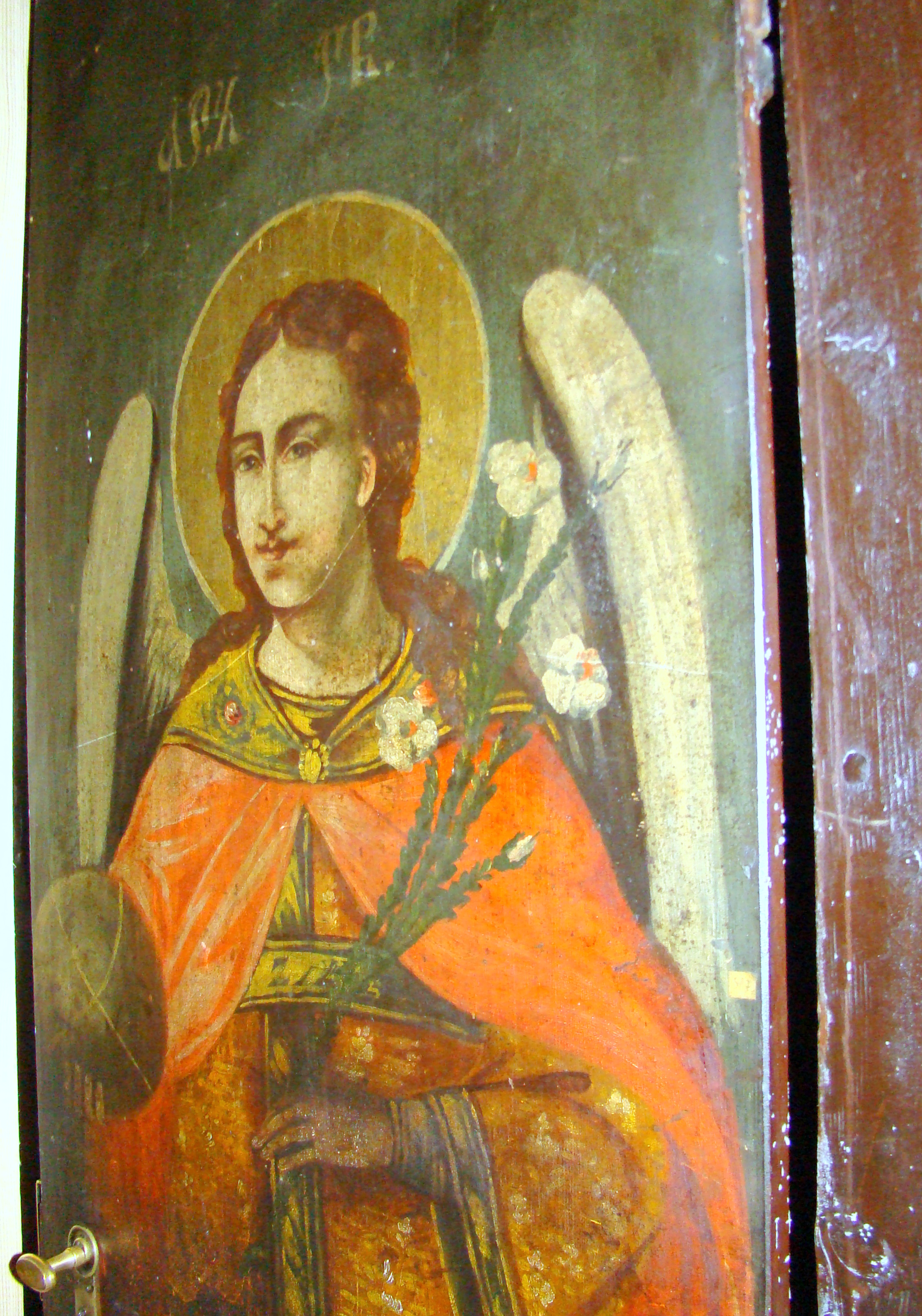
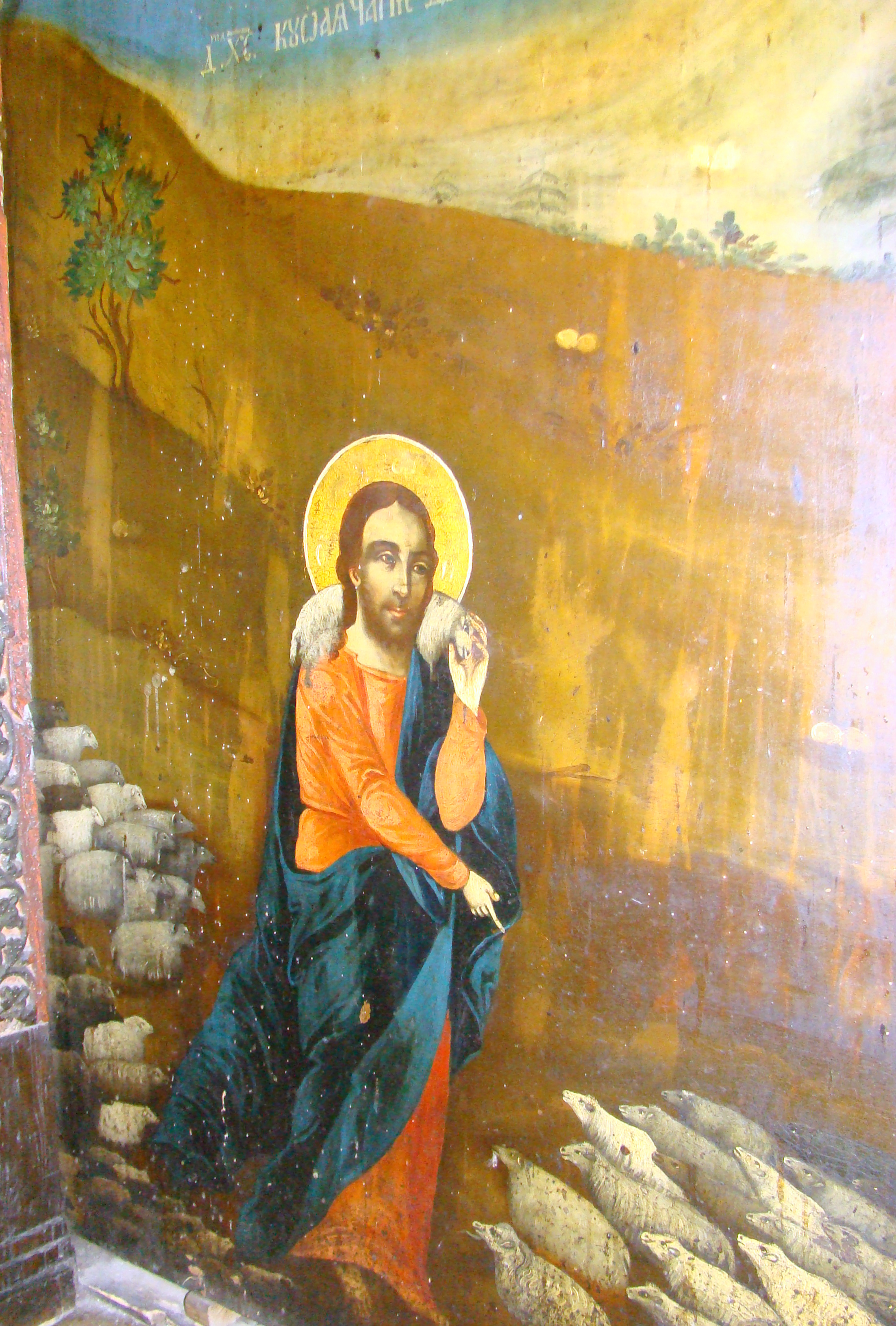
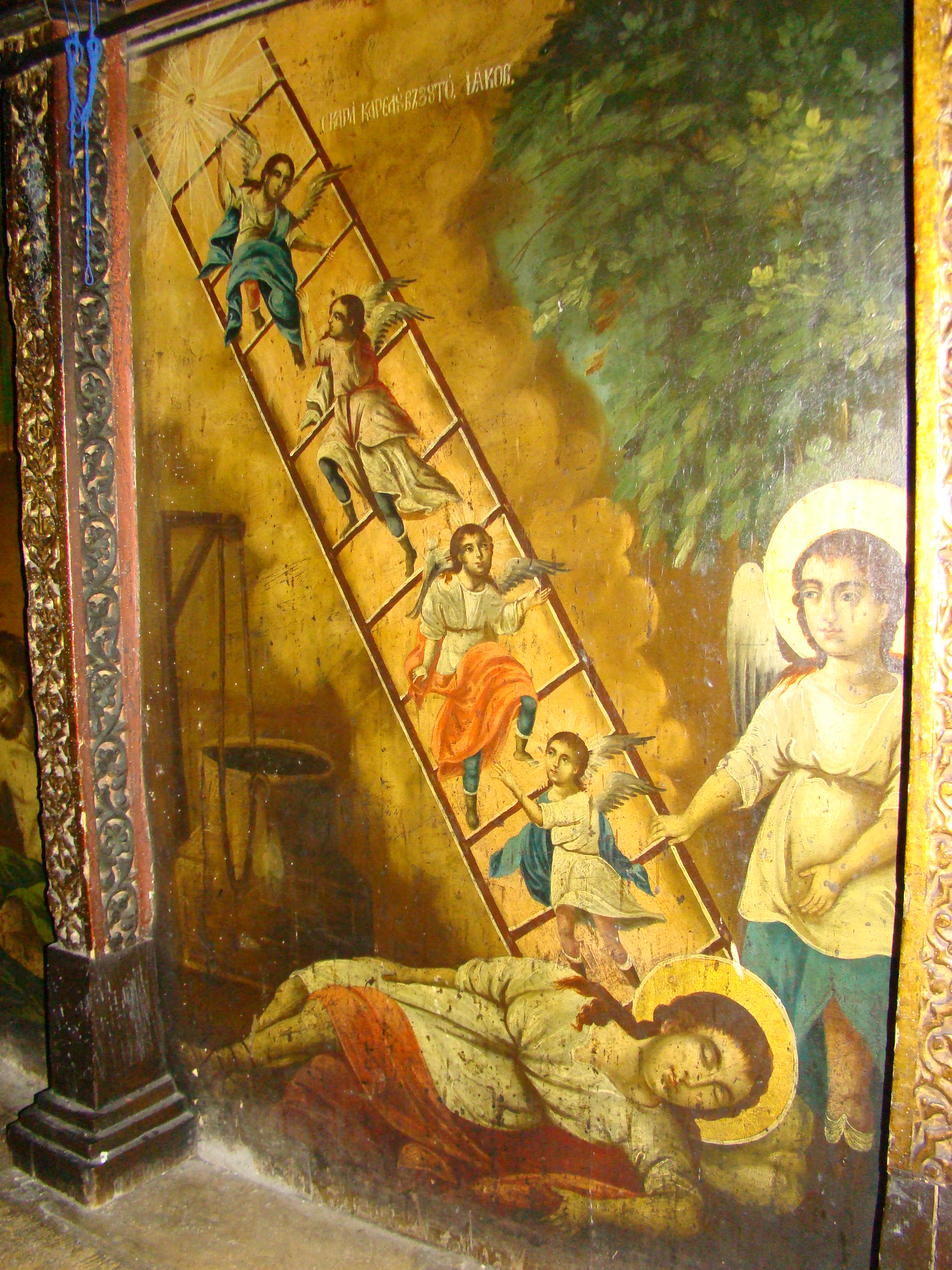
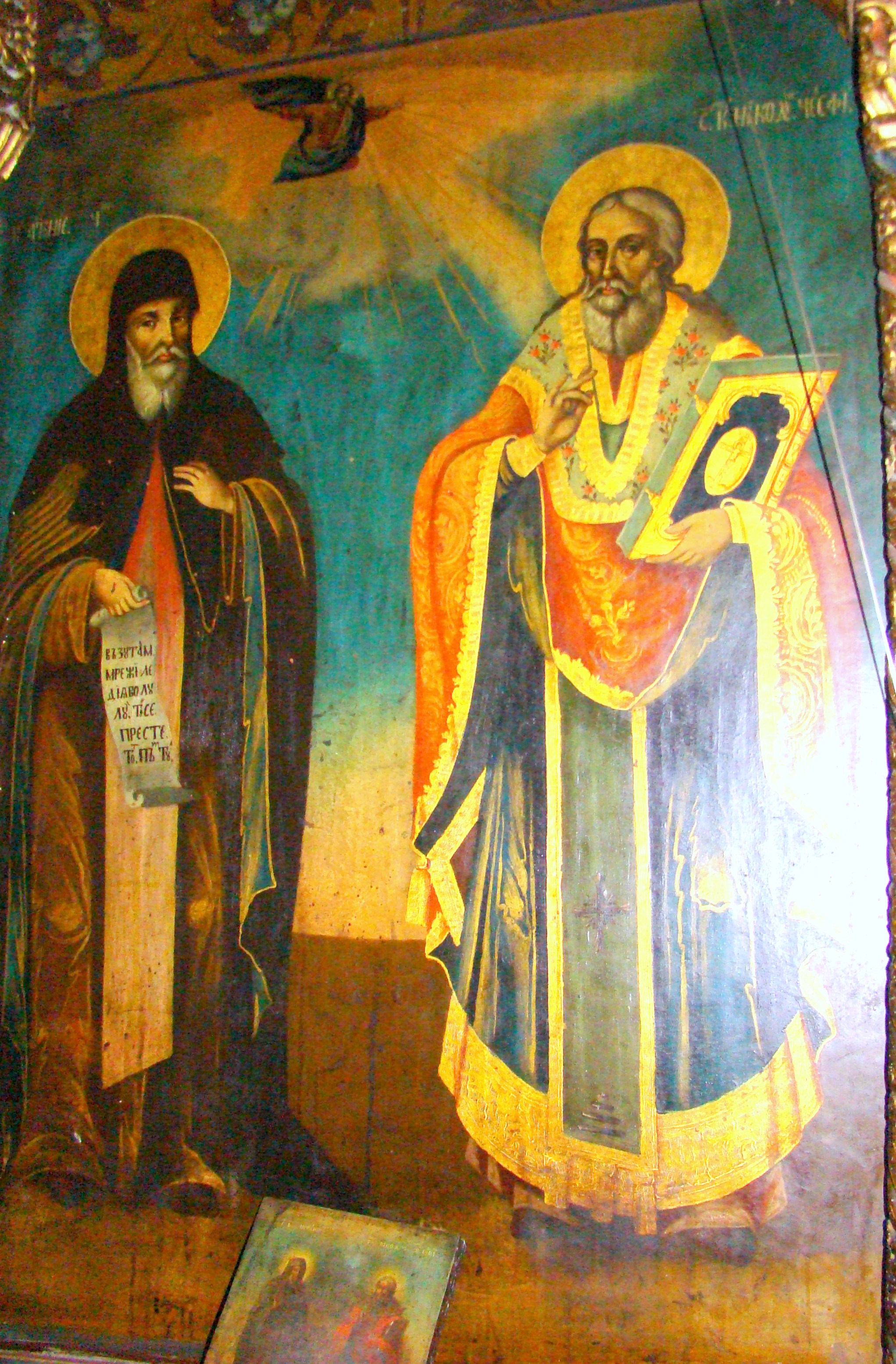
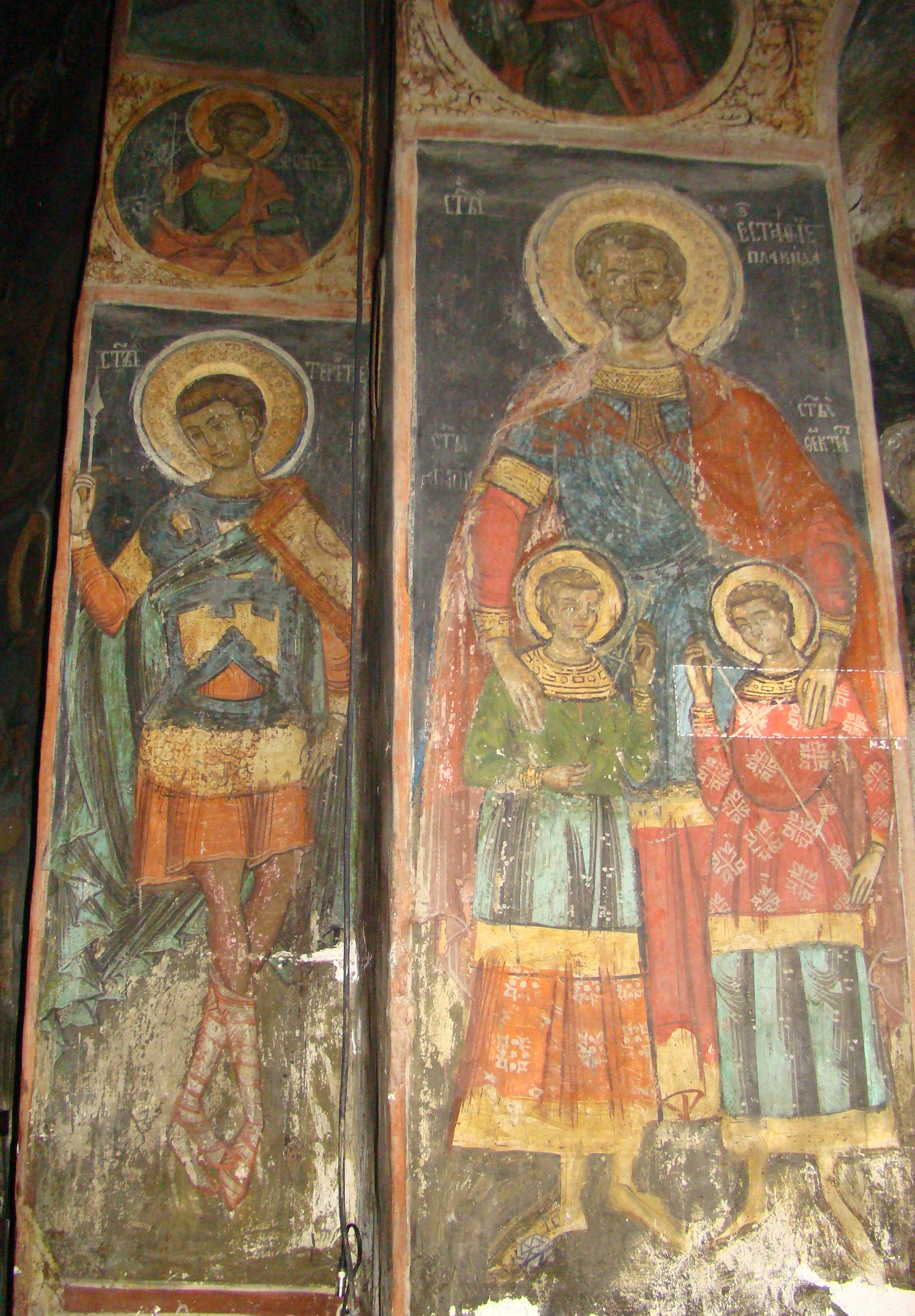
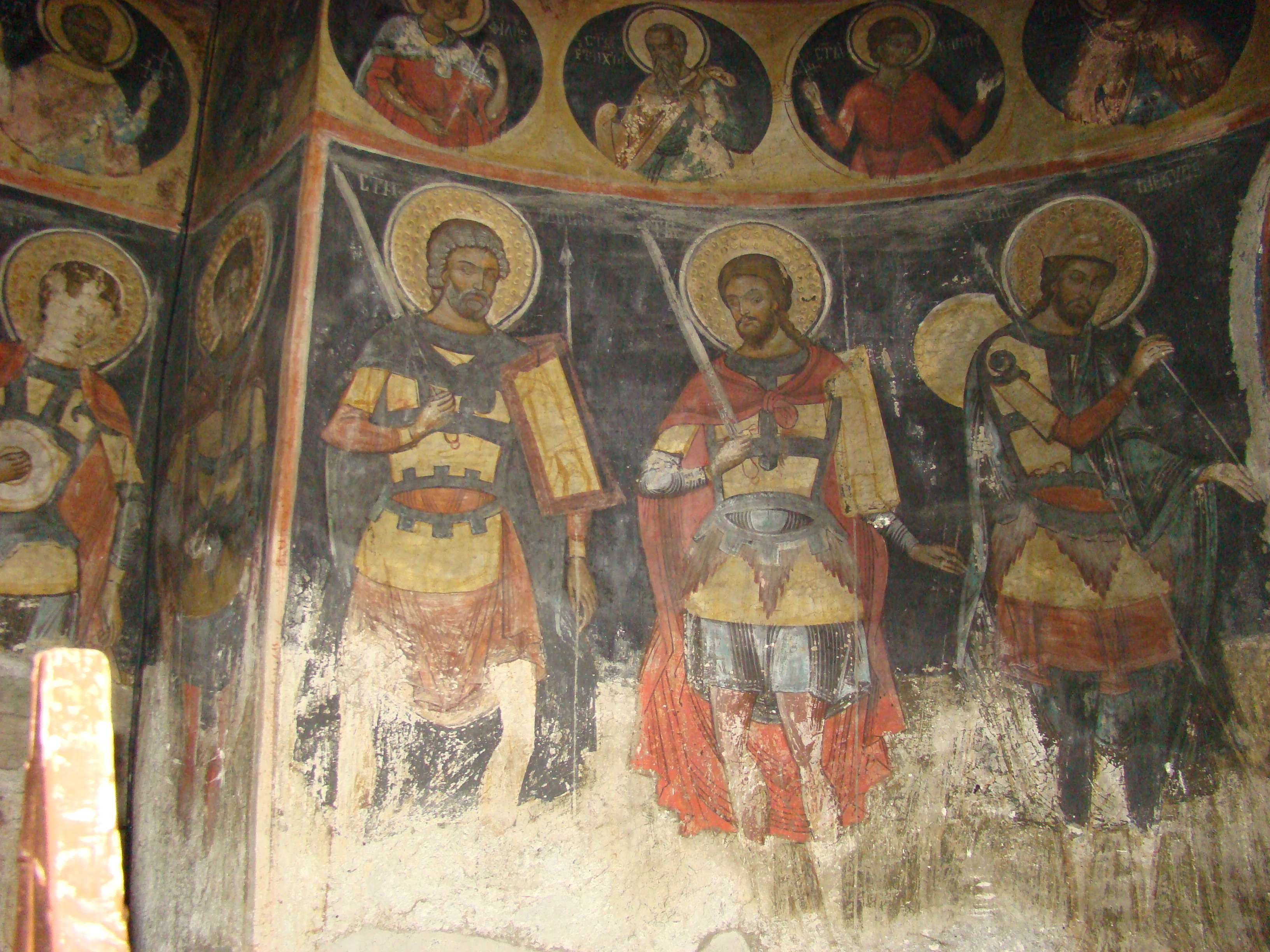
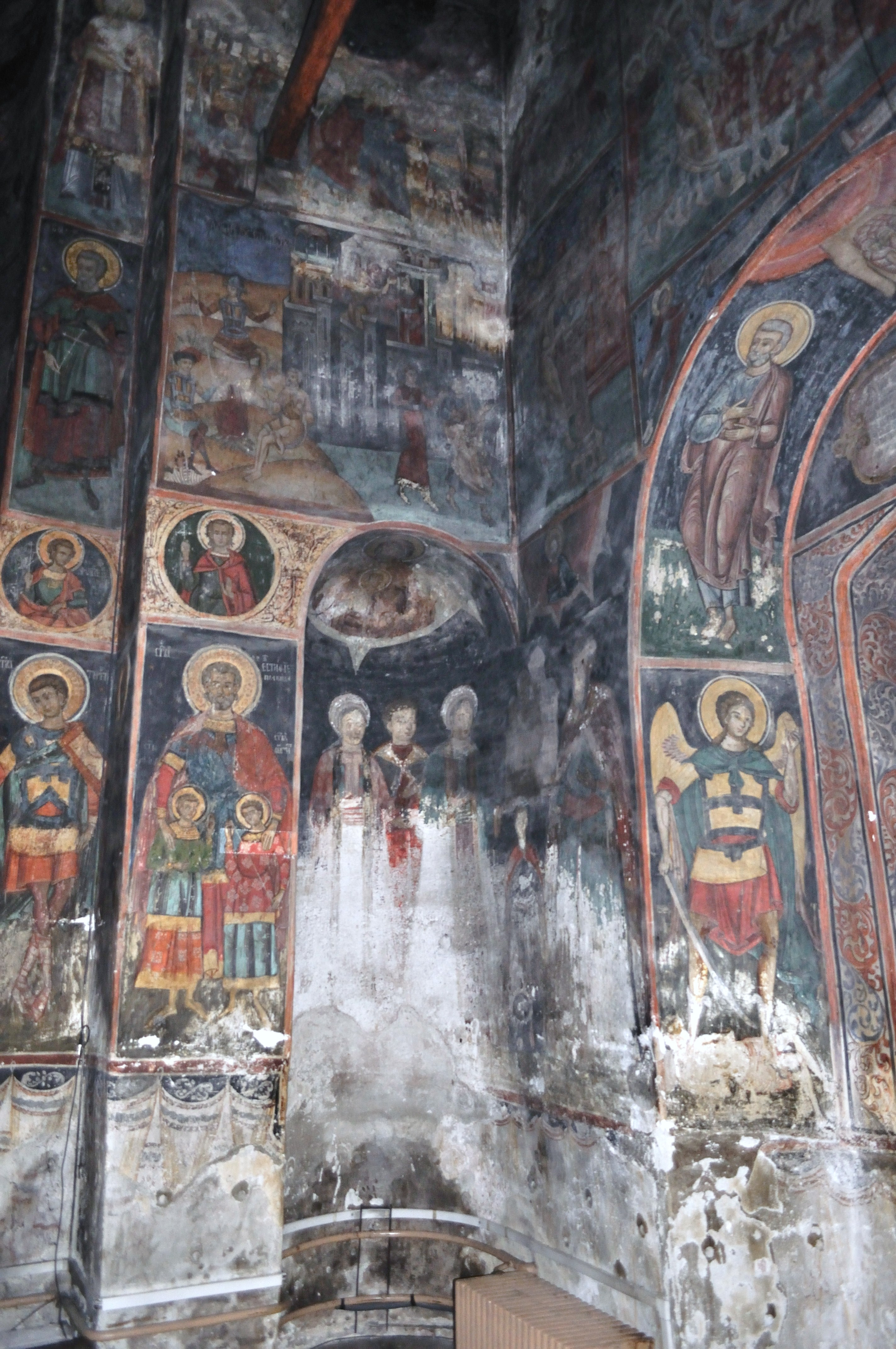
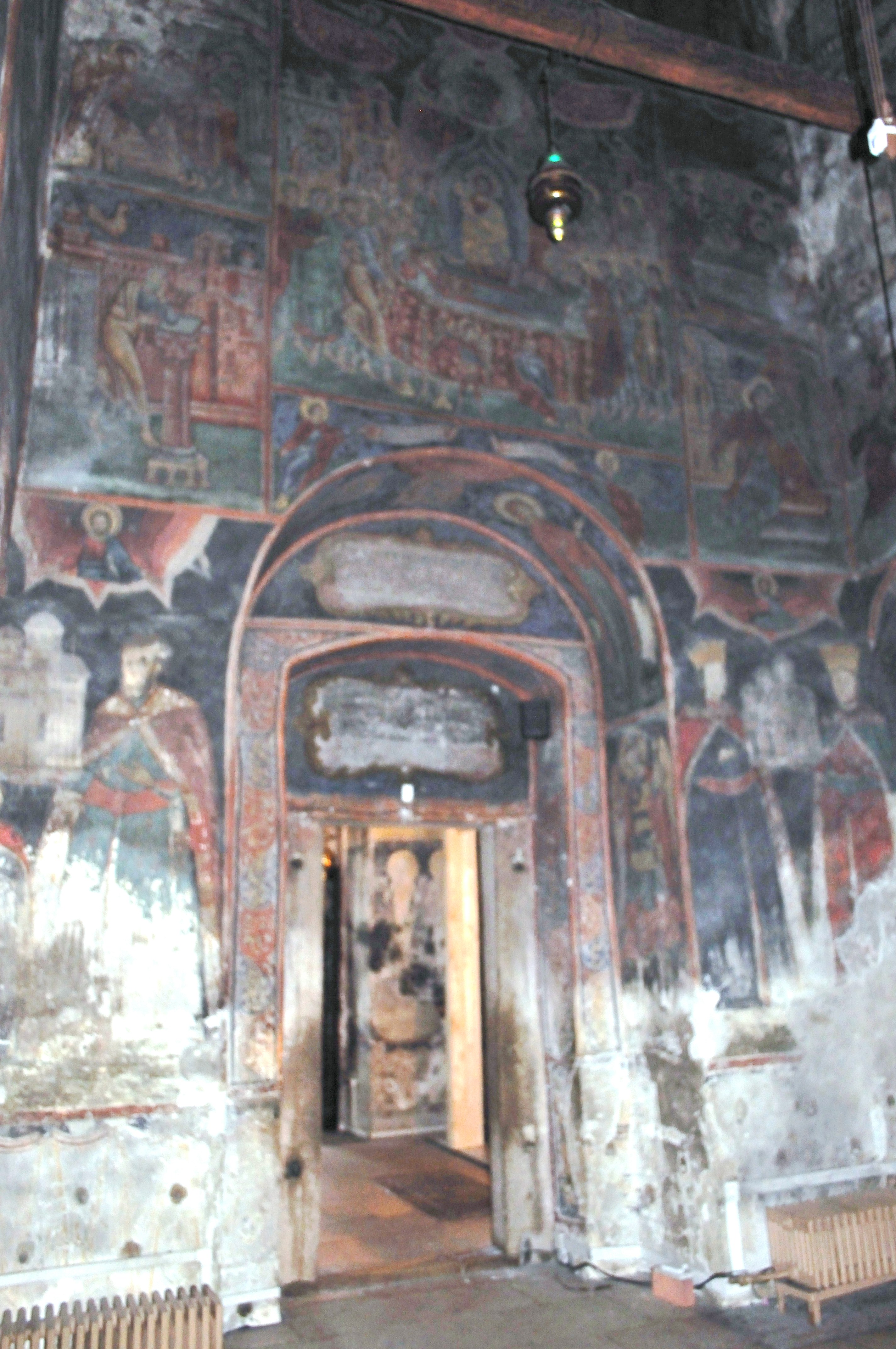
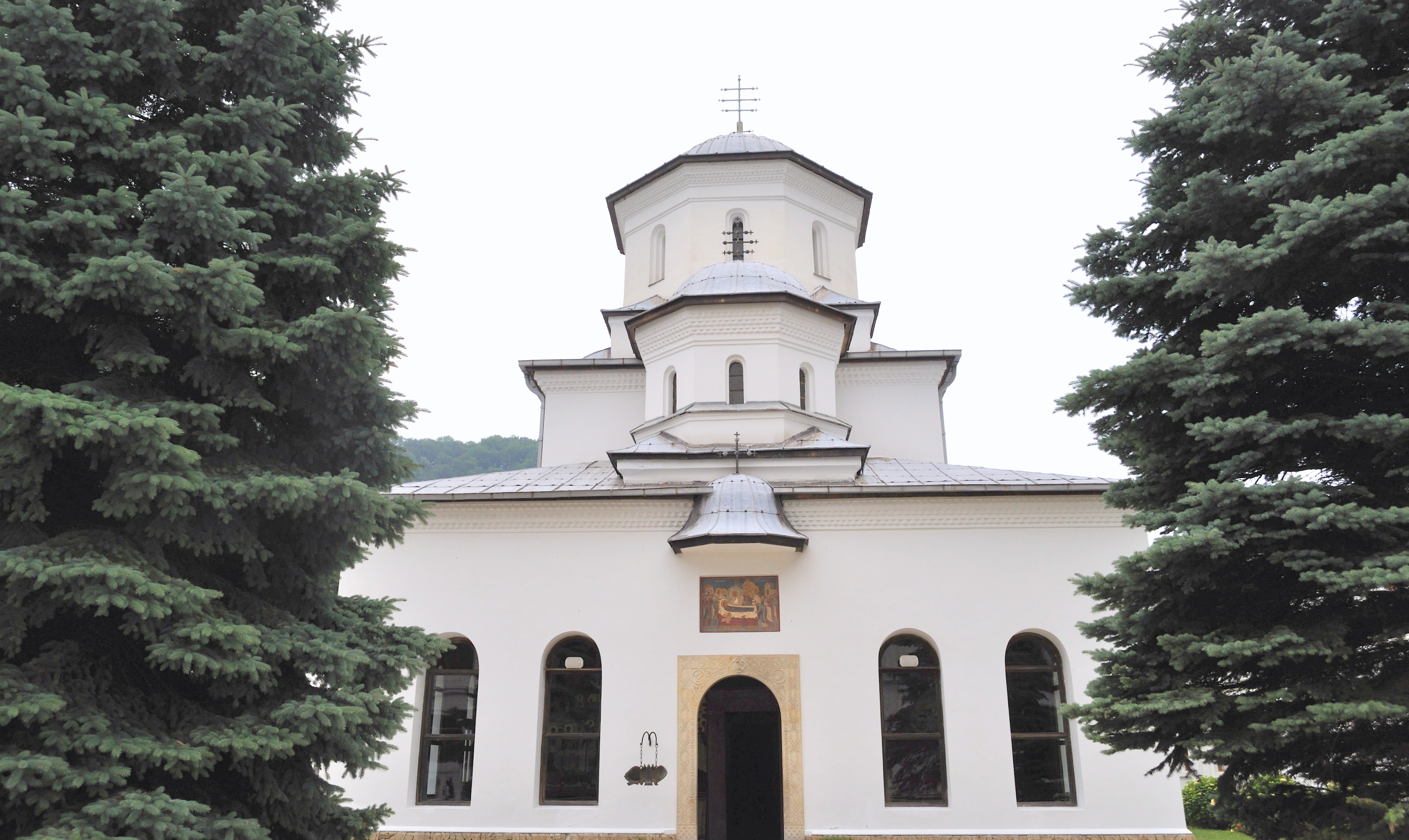
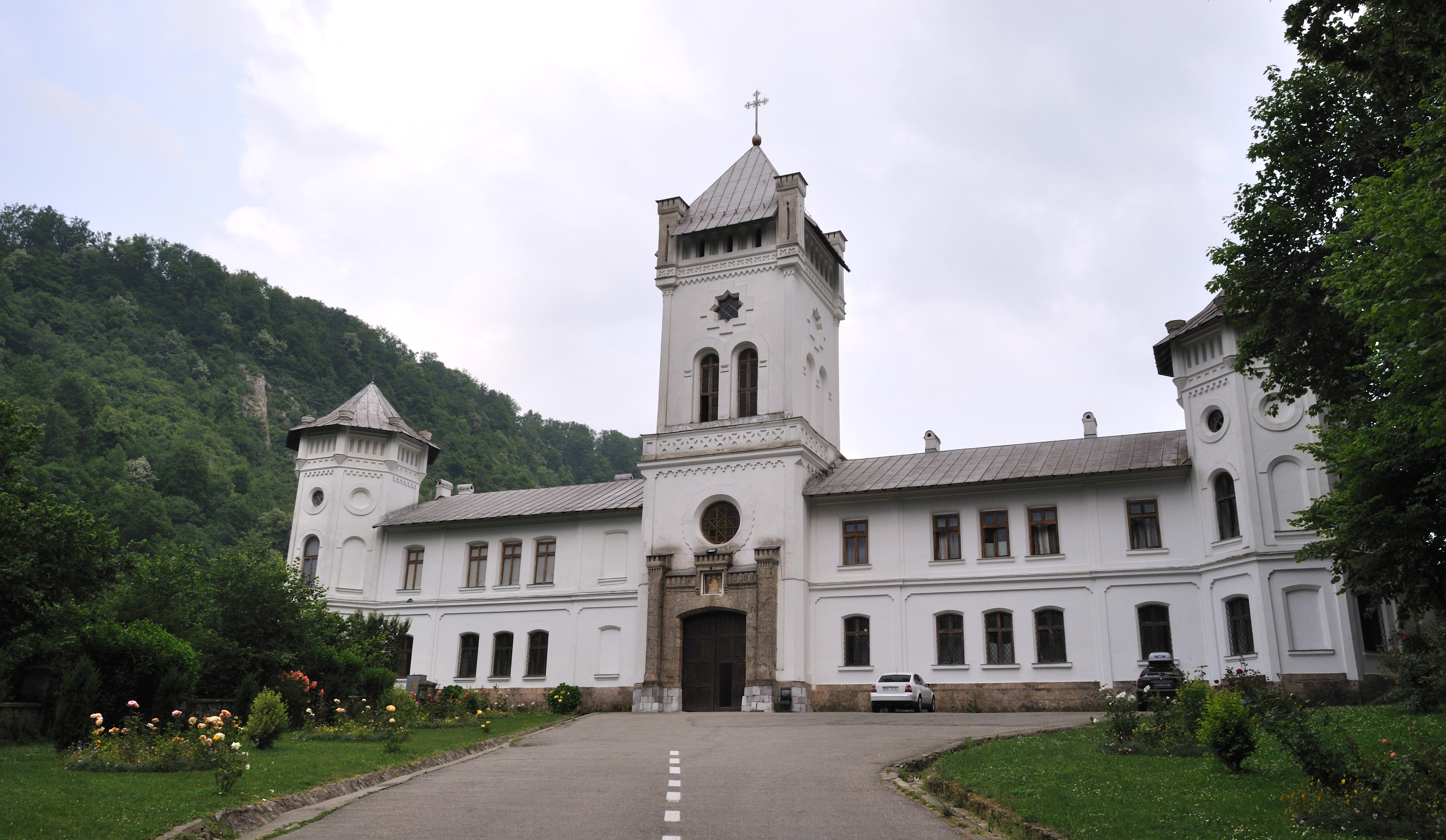
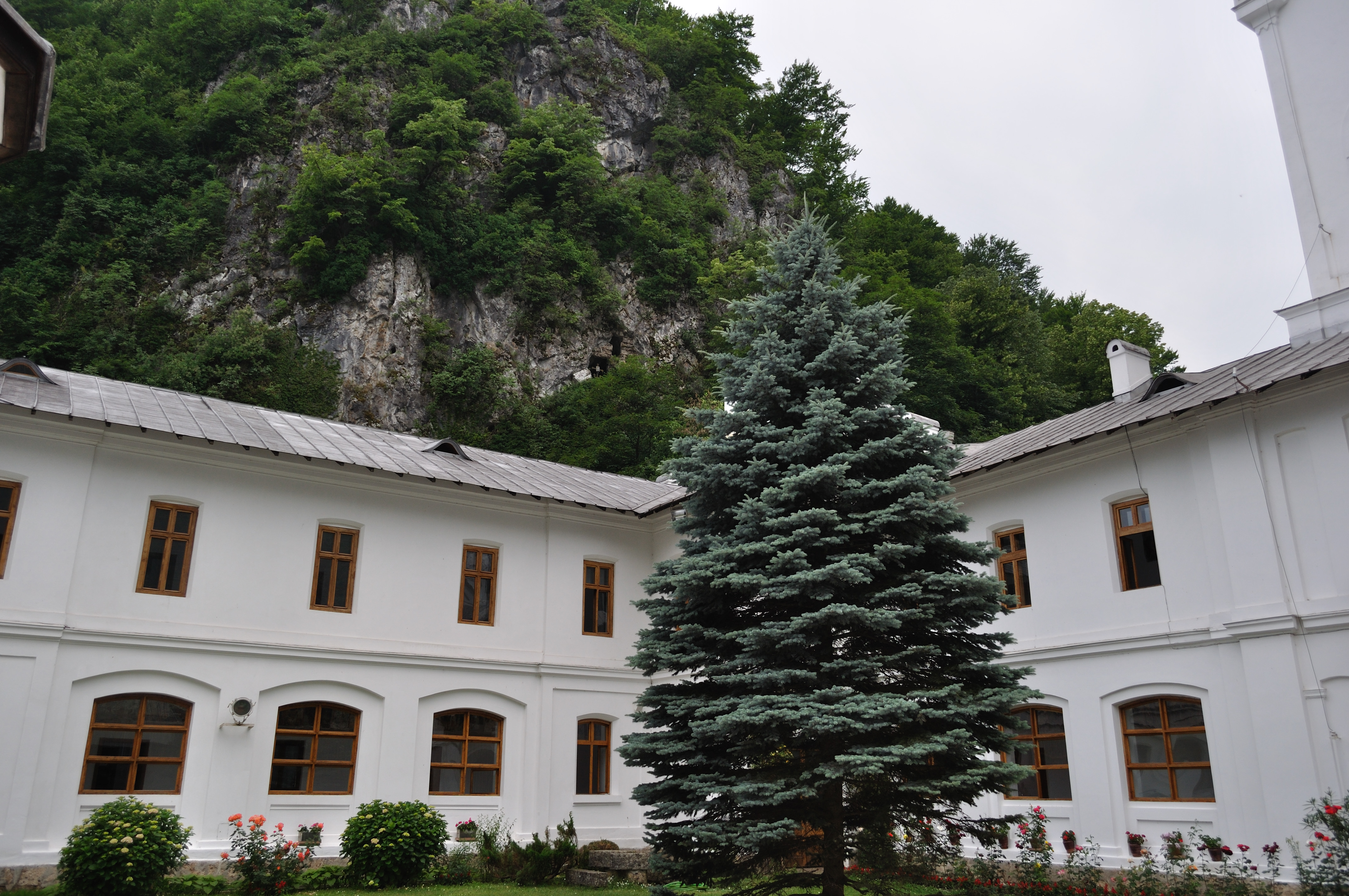
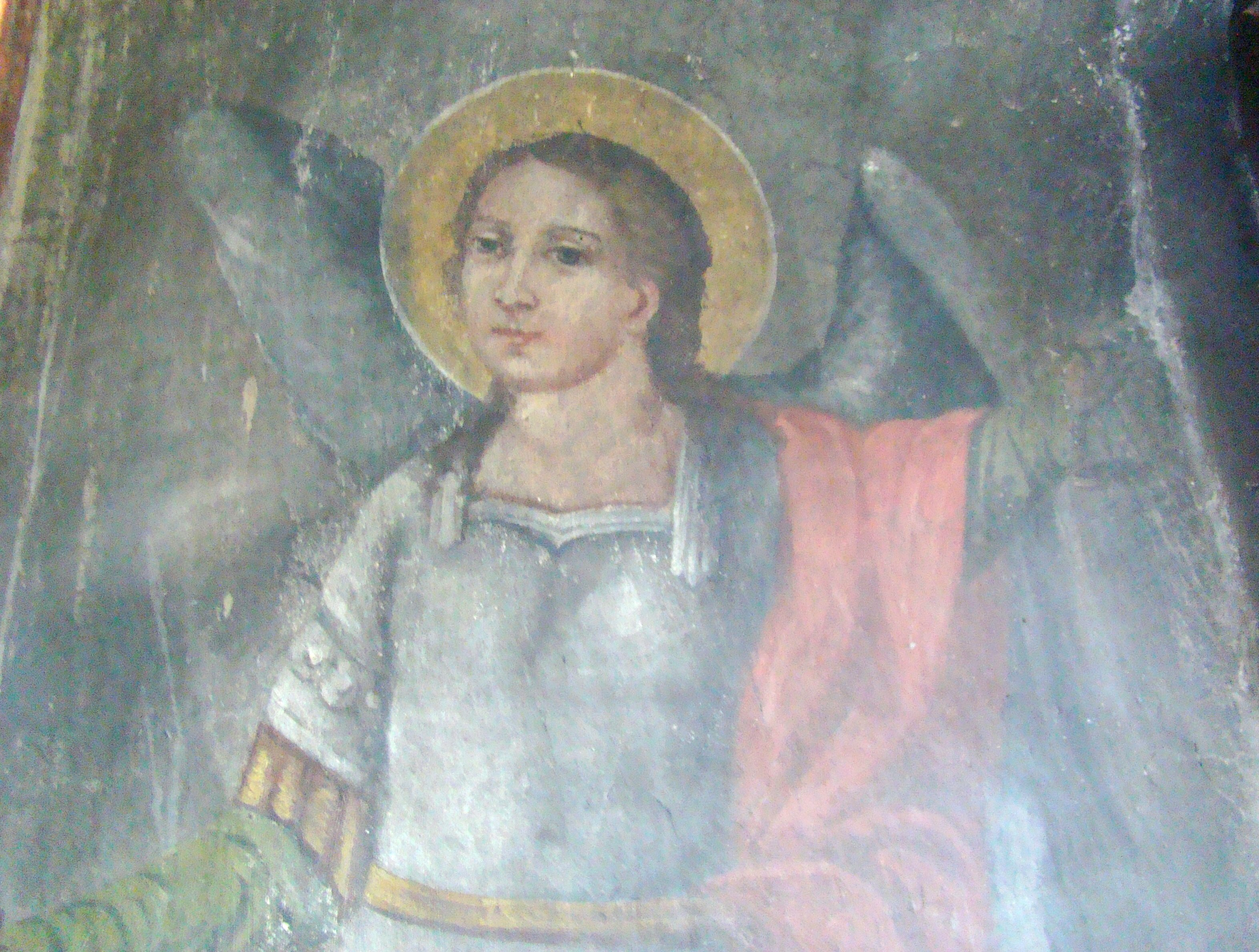
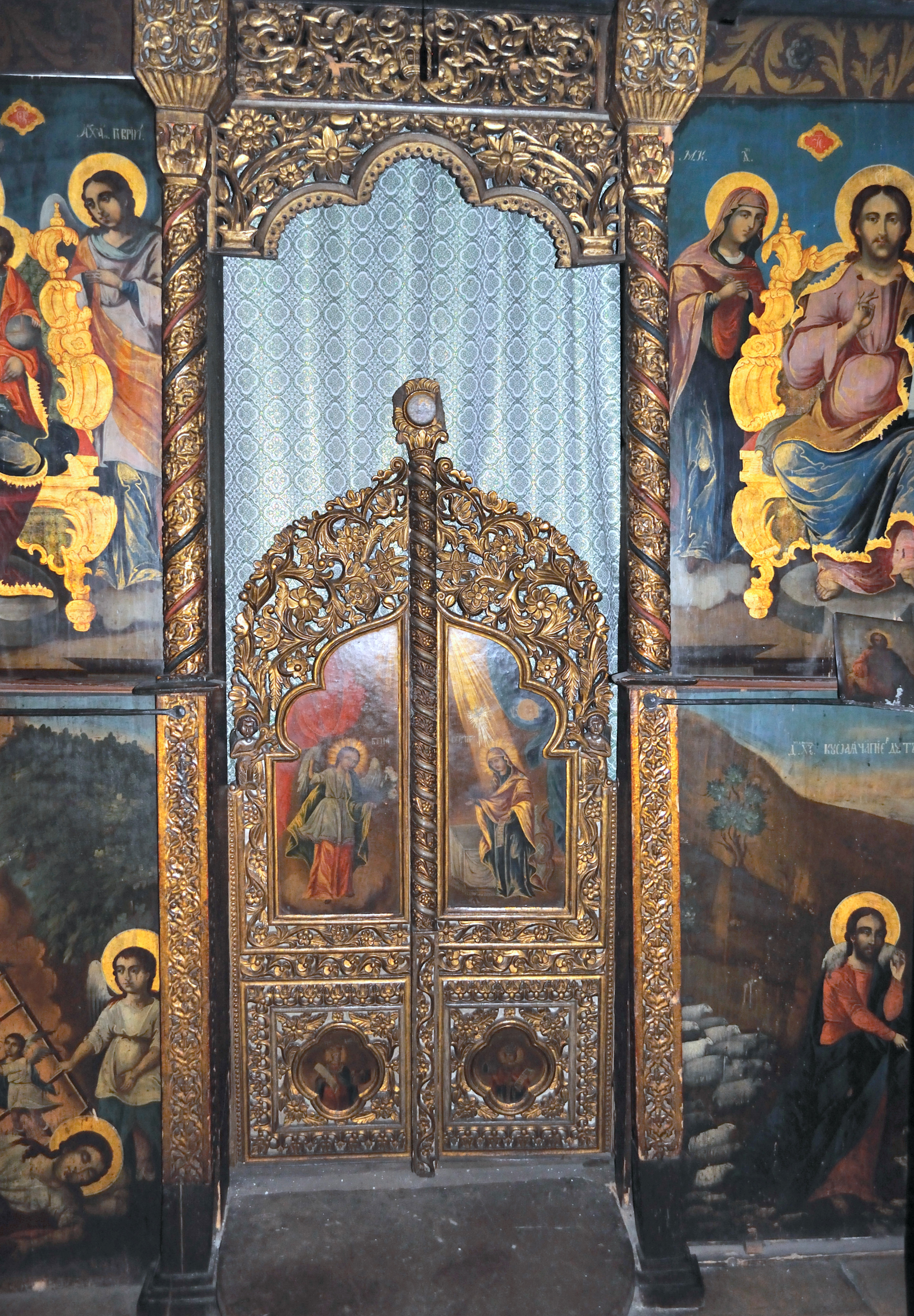
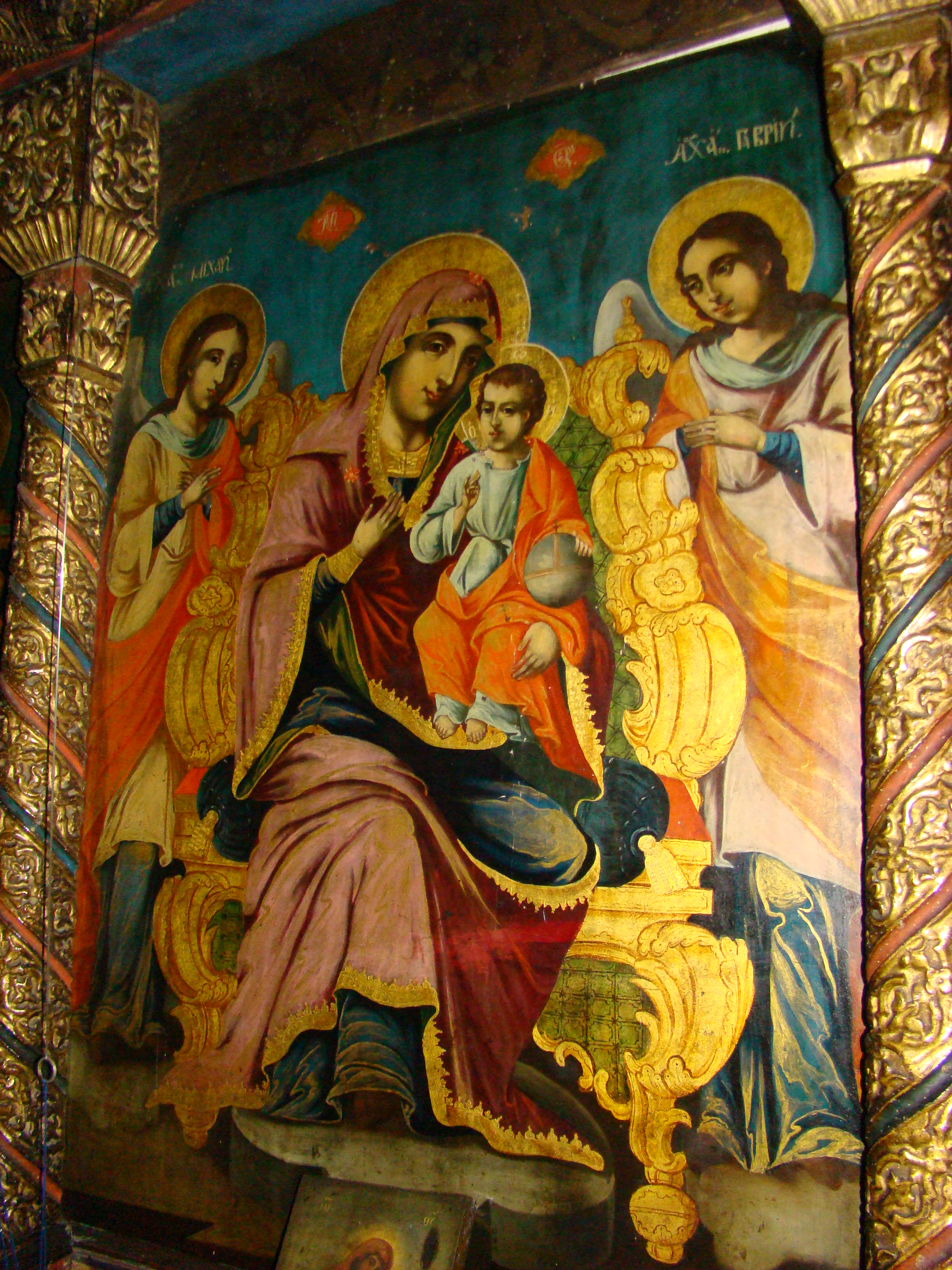
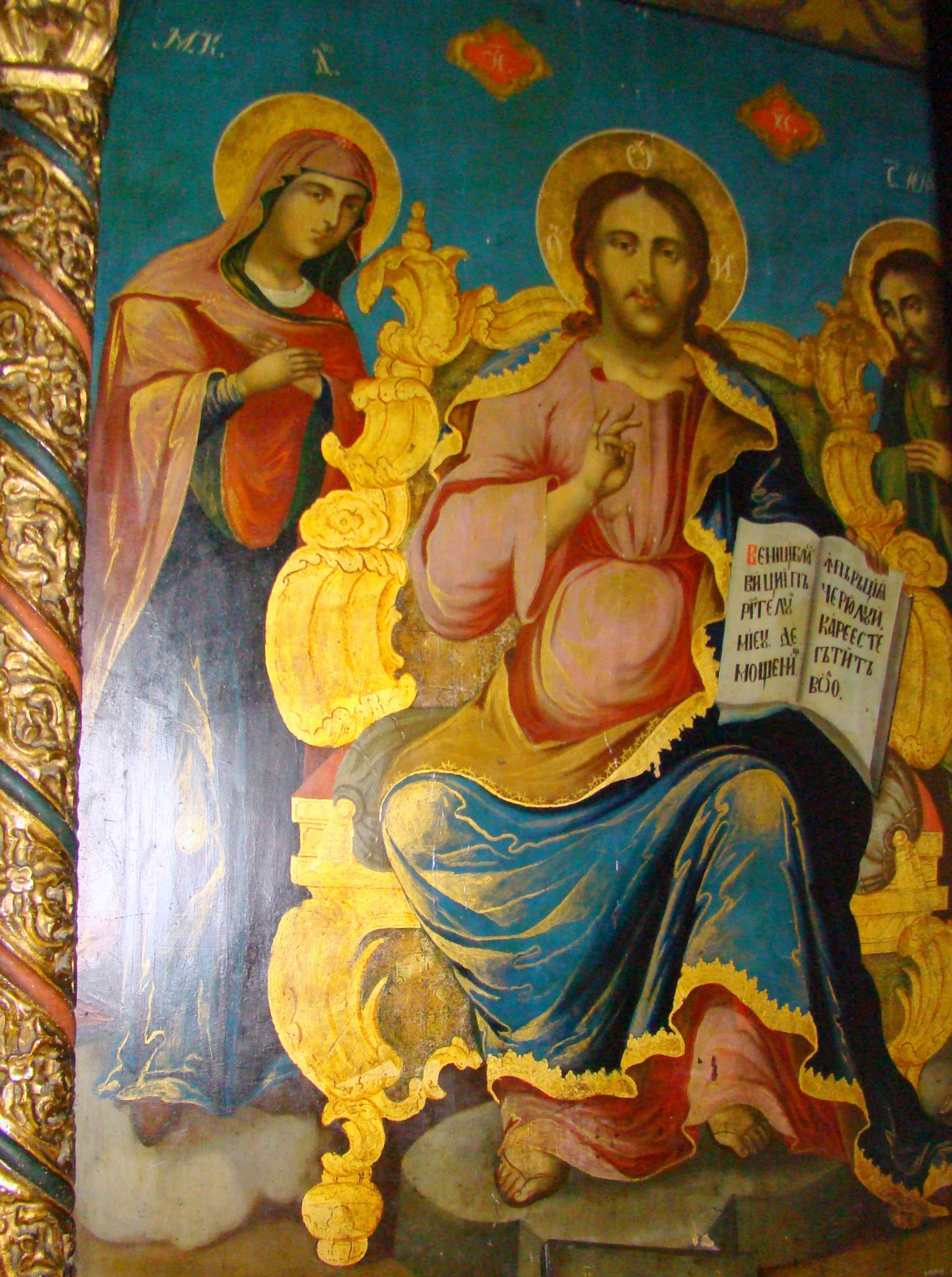
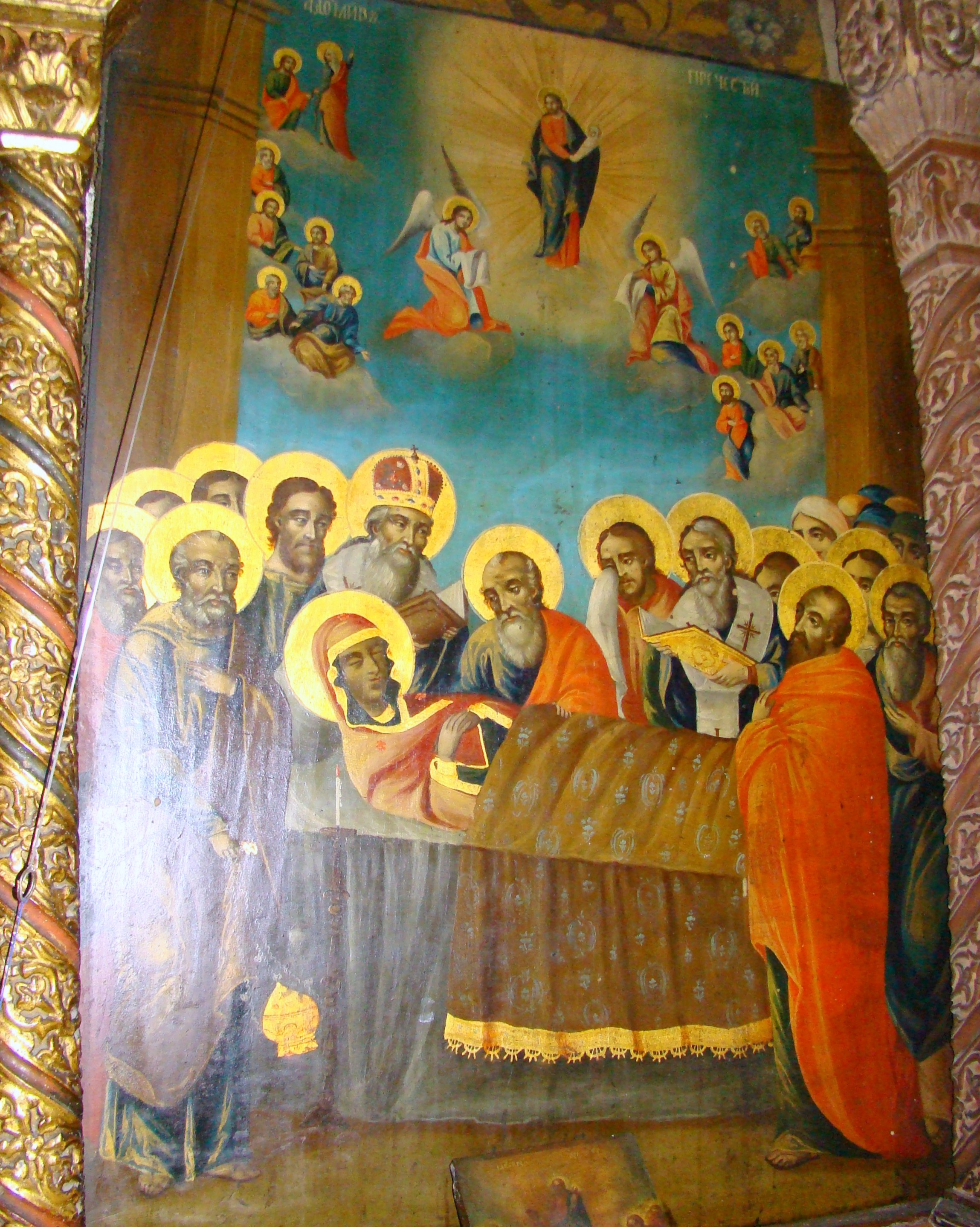
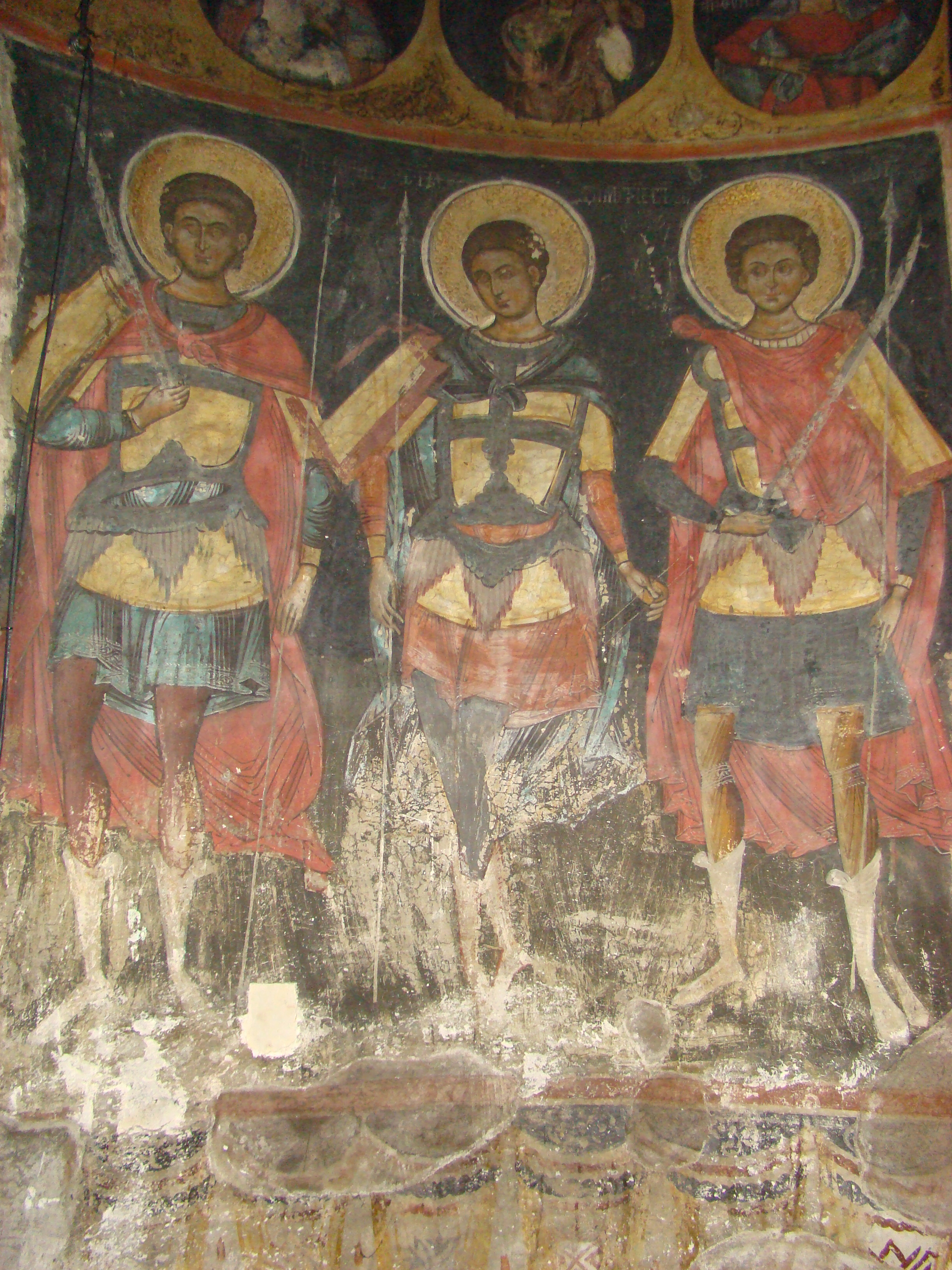
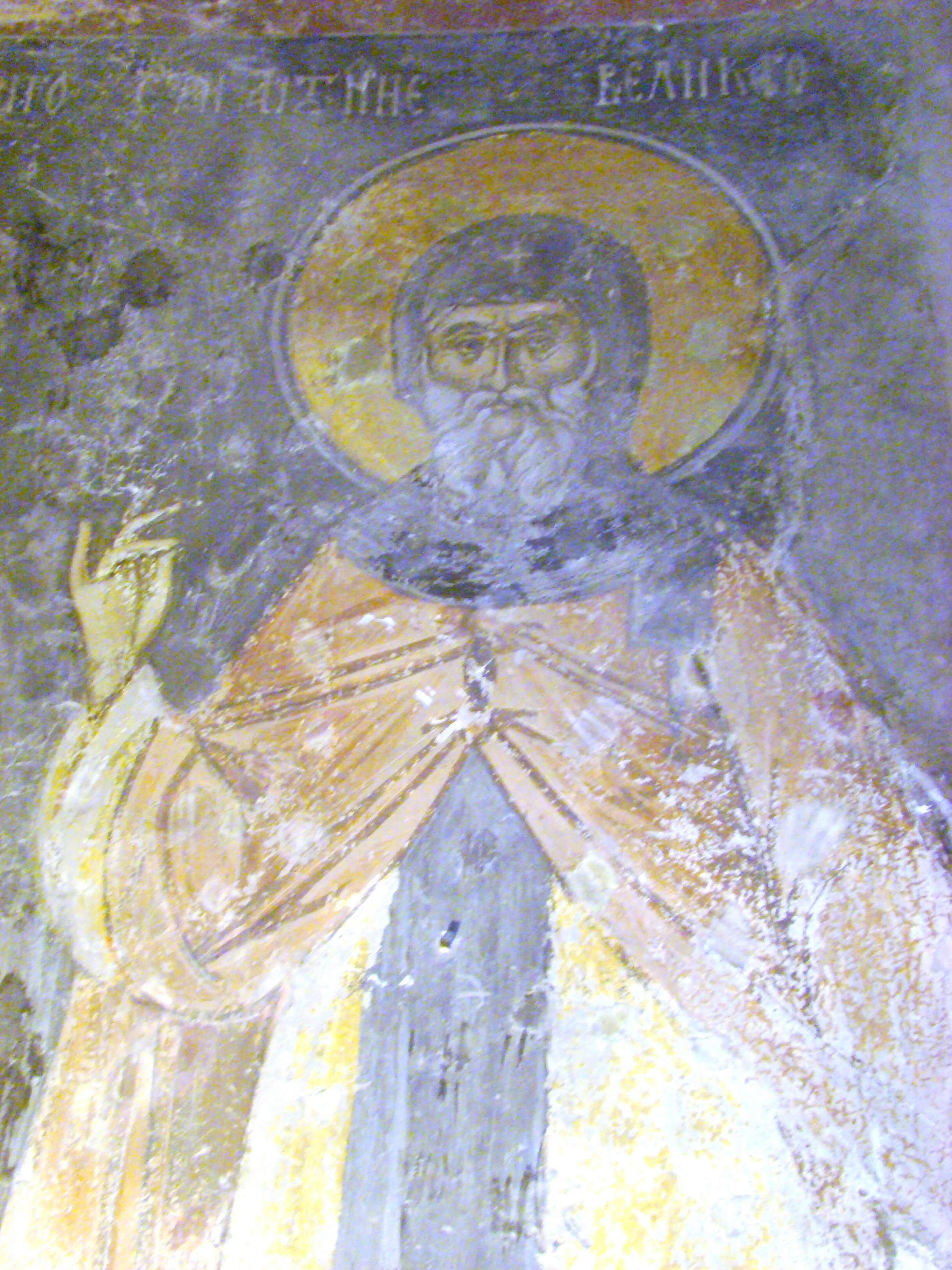
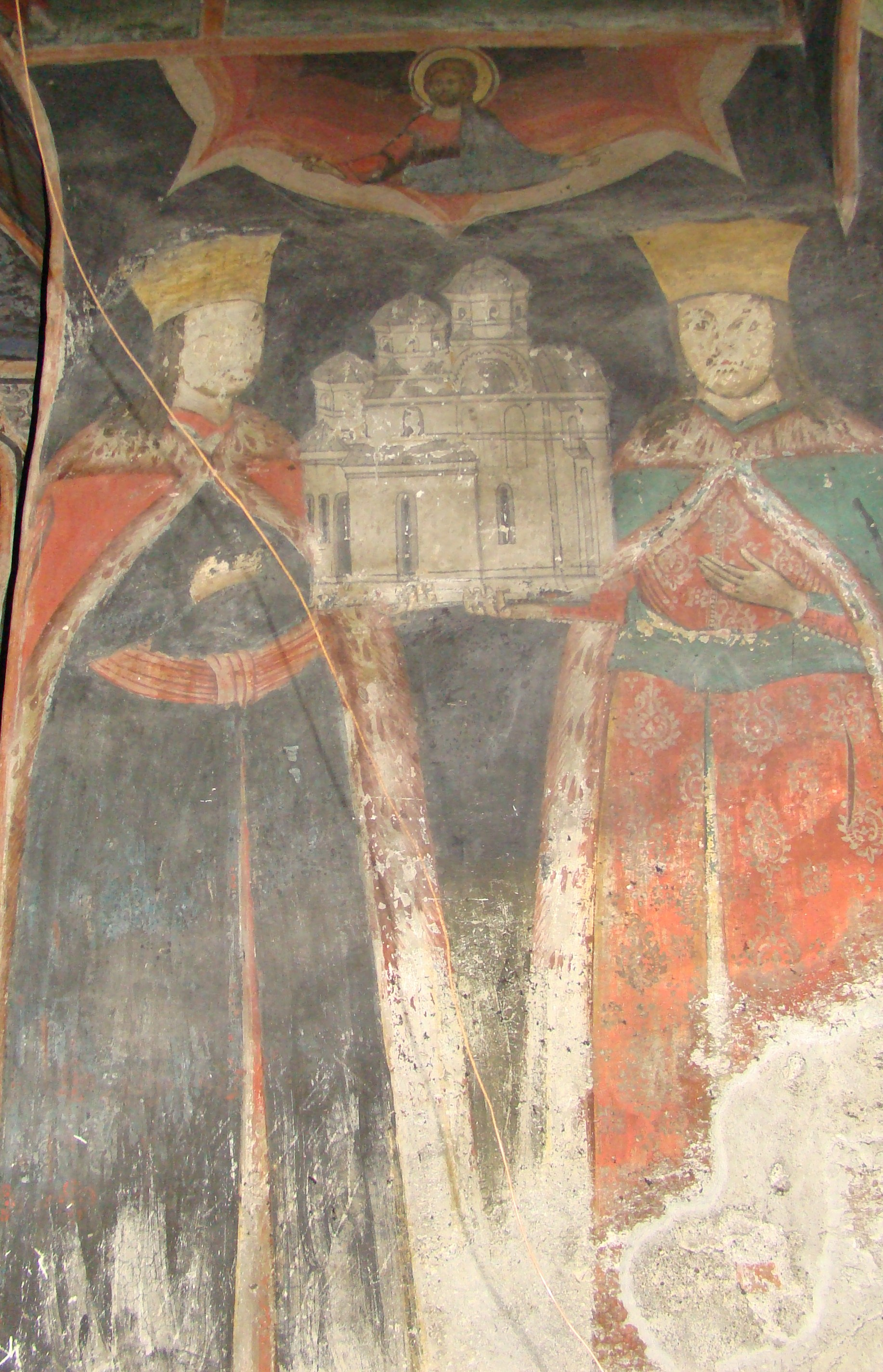